# Parc national de Stora Sjöfallet
Vous lisez un « article de qualité » labellisé en 2020.
Cet article concerne le parc national suédois. Pour la chute d'eau éponyme, voir Stora Sjöfallet. Pour les autres significations, voir Stora.
Le parc national de Stora Sjöfallet (en suédois : Stora Sjöfallets nationalpark ; en same de Lule : Stuor Muorkke) est un parc national du Nord de la Suède, dans le comté de Norrbotten en Laponie suédoise. Il s'étend sur 1 278 km2 sur les communes de Gällivare et Jokkmokk et est bordé des parcs nationaux de Sarek et Padjelanta avec lesquels il forme le site du patrimoine mondial de la région de Laponie.
Il protège une section de la vallée du fleuve Stora Luleälven dans les Alpes scandinaves, ainsi que les massifs qui l'encadrent, dont en particulier Áhkká (Akka), une des plus hautes montagnes du pays. La vaste différence d'altitude au sein du parc implique une importante variété de milieux naturels, allant des riches forêts primaires de conifères, en particulier dans la vallée de Viedás (Vietas), aux prairies et landes alpines à la flore localement riche, en passant par des vastes forêts subalpines de bouleau pubescent.
Les rives des lacs de la vallée principale sont peuplées depuis plus de 7 000 ans par les Samis, un peuple nomade d'Europe du Nord, et leurs ancêtres. L'influence suédoise s'accroît dans la région à partir du XVIe siècle, mais il faut attendre la fin du XIXe siècle pour que les Suédois s'aventurent véritablement dans les montagnes. Avec la construction des voies ferrées au tournant du siècle, liées à l'industrie minière en expansion dans la région, le tourisme commence à se développer, ayant en particulier comme destination la chute d'eau de Stora Sjöfallet, considérée comme l'une des plus belles de Suède et l'un des premiers sites touristiques des montagnes lapones. Cette chute est aussi l'un des éléments qui a motivé en 1909 la création du parc national, l'un des premiers en Europe, auquel elle donne son nom. Cependant, les importants développements de l'hydroélectricité sur le fleuve entrent en conflit avec les balbutiements de la protection de la nature en Suède et, en 1919, le barrage de Suorva est construit pour réguler le débit du fleuve, conduisant au déclassement de toute la partie centrale du parc. Les développements hydroélectriques dans le parc se poursuivent jusque dans les années 1970, inondant le riche réseau de lacs et zones humides de la vallée et asséchant presque complètement la célèbre cascade.
Si la nature du parc a grandement pâti des développements hydroélectriques, ceux-ci ont néanmoins augmenté l'accessibilité du parc et, aujourd'hui, Stora Sjöfallet est l'un des principaux points d'accès au réseau de sentiers de randonnée des montagnes du Nord suédois, en particulier le Kungsleden et le point de départ privilégié des randonnées vers Sarek et Padjelanta. Le parc comprend aussi le naturum Laponia, principal centre d'accueil du site du patrimoine mondial.

## Toponymie
Le parc national tient son nom de la chute de Stora Sjöfallet, dont le nom signifie approximativement « la grande chute du lac », nommée ainsi car elle lie les lacs de Gårtjejávrre et de Langas. Le nom est en contraste avec la chute de Lilla Sjöfallet (« la petite chute du lac »), aujourd'hui disparue, qui se trouvait juste en amont entre le lac de Suorvvá (maintenant Áhkkájávrre) et celui de Gårtjejávrre. En same de Lule, le parc et la chute sont appelées Stuor Muorkke, qui signifie « le grand portage ».
La plupart des toponymes de la région sont d'origine same, same de Lule pour être précis. Cependant, ces noms sames avaient auparavant une graphie suédoise, par exemple Akkajaure au lieu de la graphie same Áhkkájávrre. Afin de protéger la langue same et l'héritage que représentent ces toponymes, la loi promeut désormais l'orthographe officielle same, et c'est celle qui apparaît aujourd'hui sur les cartes. Beaucoup utilisent encore la graphie suédoise, et donc dans cet article, les deux graphies sont indiquées.

## Géographie

### Localisation et frontières

Carte des 3 parcs voisins.

Le parc national de Stora Sjöfallet est situé dans les communes de Jokkmokk et Gällivare dans le comté de Norrbotten, à l'extrême nord de la Suède. Il couvre une superficie de 127 993 ha (1 280 km2), ce qui en fait le troisième plus vaste de Suède. Il est coupé en deux sur une grande partie de sa longueur par le lac Áhkkájávrre (Akkajaure) , qui est exclu des frontières du parc. Il est bordé par les parcs nationaux de Padjelanta (à l'ouest) et de Sarek (au sud), pour une superficie cumulée d'environ 5 500 km2. Un grand nombre de réserves naturelles sont aussi situées à proximité immédiate, dont en particulier la réserve naturelle de Sjaunja au nord.

### Relief
Le parc national est formé de la vallée du Stora Luleälven et des montagnes des Alpes scandinaves qui l'entourent. La vallée du Stora Luleälven s'étend ainsi au milieu du parc selon une direction nord-ouest sud-est, et c'est aussi là que se trouve le point de plus basse altitude du parc, au niveau du lac Langas/Láŋas à 375 m. La vallée est dominée par plusieurs sommets élevés, en particulier Áhkká (Akka), qui culmine à 2 015 m, le plus haut point du parc, et le neuvième plus haut sommet de Suède. Aucune autre montagne dans le pays n'a autant de dénivelé entre le sommet et le bas de la vallée, avec plus de 1 500 m. Vers l'est d'Áhkká s'étend la haute plaine Gássaláhko, avec ses nombreux petits lacs, puis une nouvelle zone de montagnes aux formes plus douces, culminant à Skanátjåhkkå (1 771 m). Au nord de la vallée principale, en face d'Áhkká, se trouve une autre zone alpine avec la montagne de Gállaktjåhkkå (Kallaktjåkkå) culminant à 1 810 m, qui continue vers l'est avec les montagnes de Ráhpattjårro (1 677 m) et Nieras (1 653 m). Ce massif est délimité à l'est par la vallée de Viedás qui continue ensuite vers les basses montagnes à l'est, culminant à Juobmotjåhkkå (1 160 m). Les frontières du parc au nord et au sud sont constituées par des vallées, au sud les vallées de Sjnjuvtjudis et Guhkesvágge et du lac Bietsávrre, et au nord la vallée de Dievssavágge (Teusadalen), une vallée parmi les plus profondes et étroites de Suède.

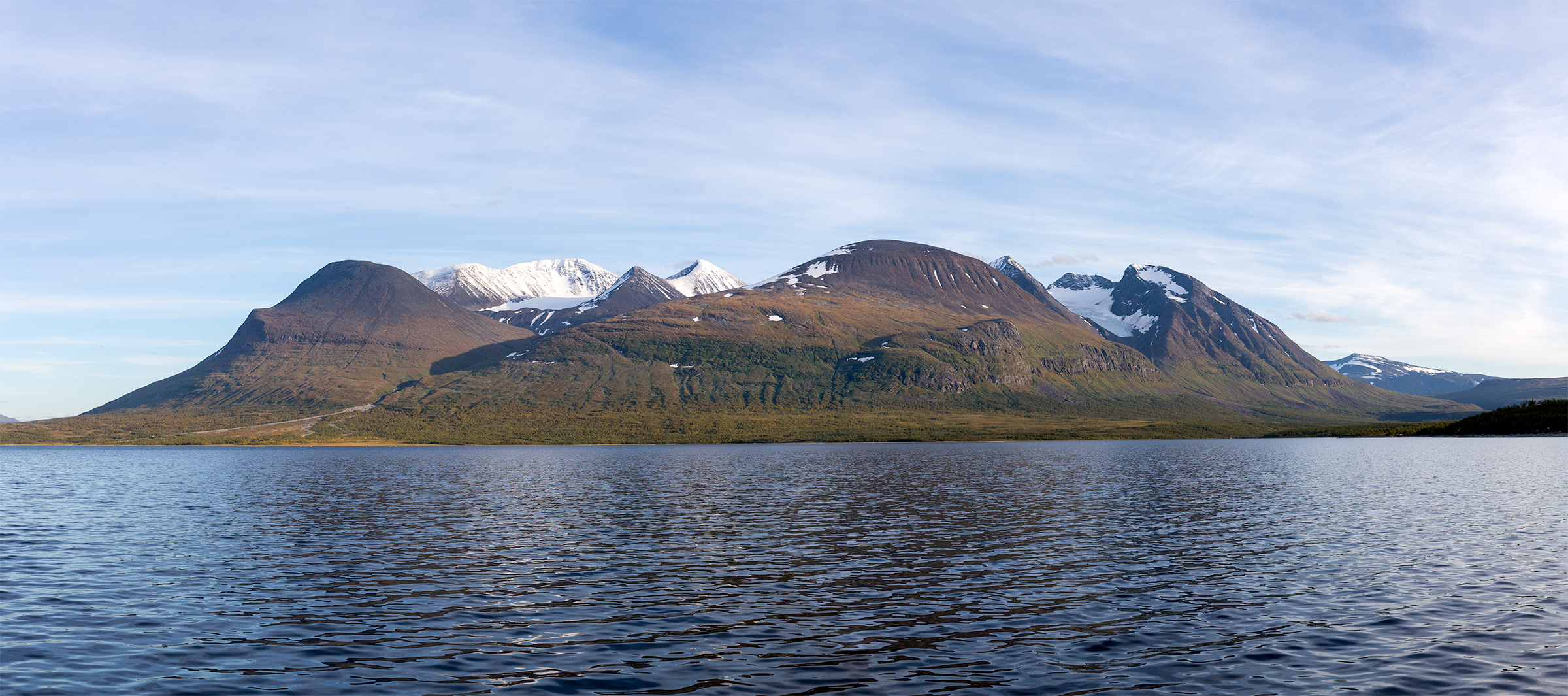
La montagne Áhkká vue depuis le lac Áhkkájávrre.

### Climat

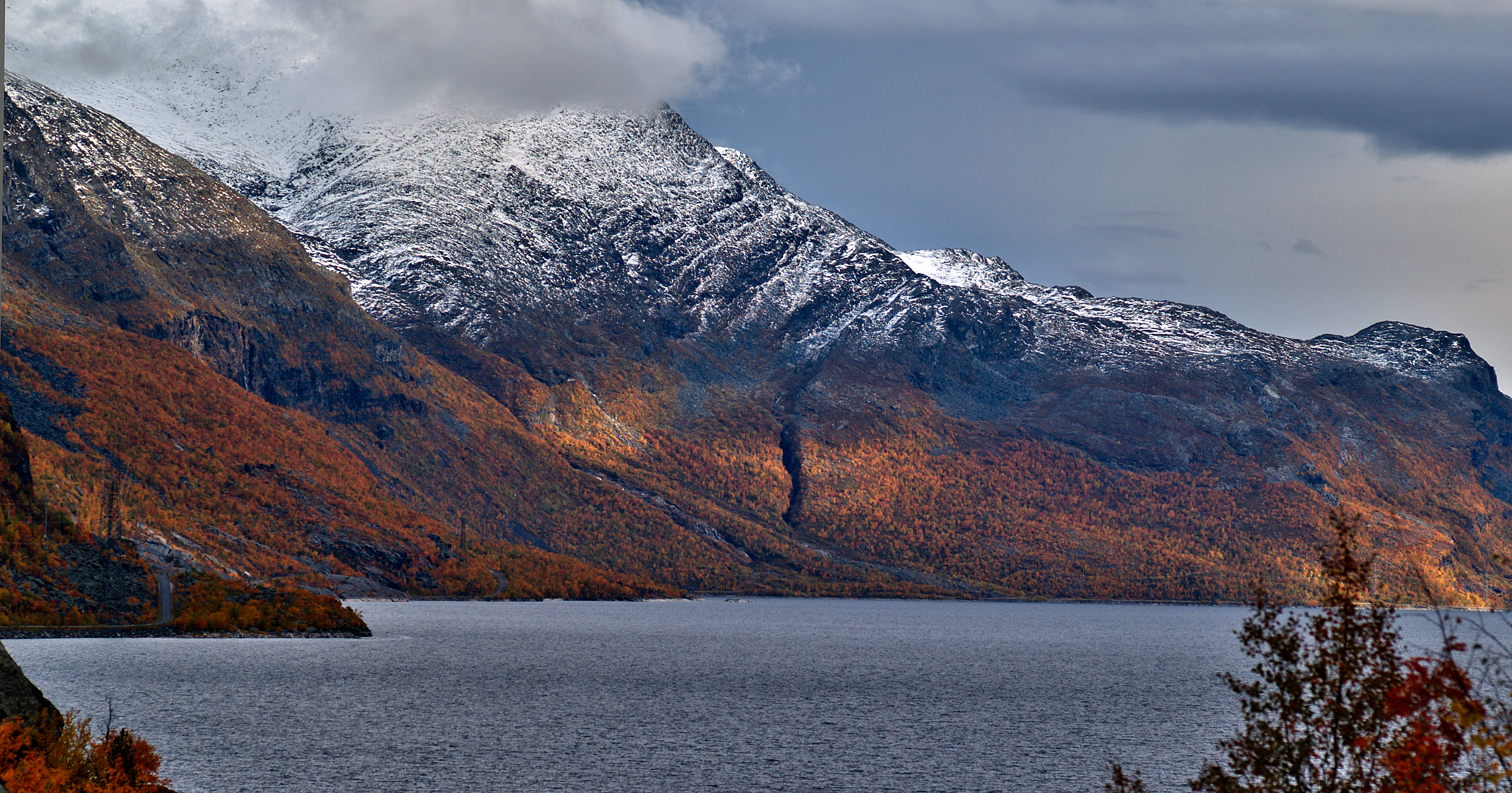
Couleurs automnales et neige sur les sommets de Nieras, en septembre.

Les Alpes scandinaves sont situées à la frontière entre les influences océaniques occidentales et le climat plus continental à l'est. Les vents d'ouest apportent ainsi des températures douces et beaucoup d'humidité, tandis qu'à l'est, les contrastes de température sont plus importants avec des hivers froids et des été chauds et secs. Ceci apporte beaucoup d'instabilité dans les montagnes, avec des variations qui peuvent être très importantes au cours d'une même journée, mais aussi des variations locales importantes, une vallée pouvant être ensoleillée tandis que la vallée voisine et couverte de nuages. Outre un gradient est-ouest, le climat est aussi très influencé par l'altitude. Le gradient de température est d'environ 1 °C pour 100 m d'altitude et le relief influence aussi les précipitations, typiquement bien plus importantes en altitude que dans les vallées. Du fait de l'influence océanique et du relief, les montagnes, en particulier les hauts sommets autour de Stora Sjöfallet, sont une des zones les plus pluvieuses de tout le pays avec autour de 2 000 mm de précipitations par an. Celles-ci tombent sous forme de neige dès le mois de septembre sur les sommets, mais il faut attendre octobre ou novembre pour une couverture neigeuse pérenne dans les vallées. La neige disparaît finalement début juin, quoiqu'elle puisse perdurer bien plus tard et même se maintenir toute l'année en altitude. À titre indicatif, le relevé météorologique de Ritsem (sur les rives du lac Áhkkájávrre) est indiqué ci-dessous.
| Mois                     | jan.  | fév.  | mars | avril | mai | juin | jui. | août | sep. | oct. | nov. | déc. | année |
| ------------------------ | ----- | ----- | ---- | ----- | --- | ---- | ---- | ---- | ---- | ---- | ---- | ---- | ----- |
| Température moyenne (°C) | −11,5 | −10,2 | −8,2 | −3,7  | 2,2 | 7,9  | 10,7 | 9,4  | 5,3  | 0,4  | −5,3 | −8,8 | −1    |
| Précipitations (mm)      | 37    | 31    | 26   | 24    | 26  | 32   | 63   | 54   | 41   | 41   | 41   | 44   | 460   |

### Hydrographie

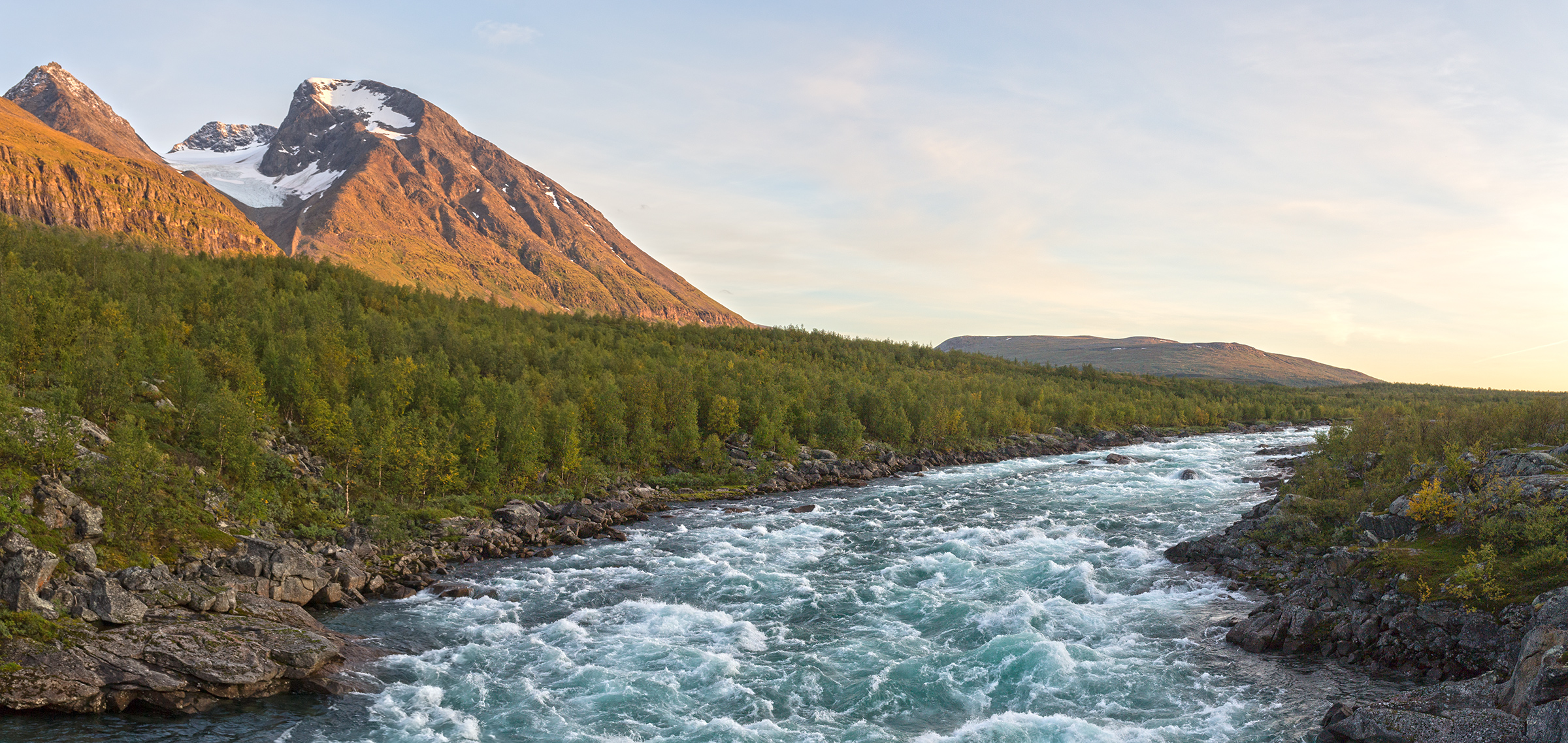
La rivière Vuojatädno, principale source du fleuve Luleälven, devant la montagne Áhkká. On note aussi un des glaciers d'Áhkká.

Le parc fait partie du bassin versant du fleuve Luleälven, principalement de sa branche principale, le Stora Luleälven. Le Luleälven est le deuxième plus important fleuve de Suède en matière de débit, et à la sortie du parc, au niveau du lac Langas, le fleuve a déjà un débit de 240 m3/s. Le fleuve prend sa source à proximité de Padjelanta et entre le parc de Stora Sjöfallet par sa frontière occidentale sous le nom de Vuojatädno avant de se jeter dans le lac Áhkkájávrre. Ce dernier est le plus grand lac du parc et le neuvième plus grand de Suède avec une superficie de 260 km2. Le fleuve continue ensuite vers la chute d'eau de Stora Sjöfallet, aujourd'hui presque asséchée du fait des installations hydroélectriques, pour rejoindre le lac Langas (52 km2), quittant le parc. Un des principaux affluents du Luleälven dans le parc est la rivière Viedásädno (Vietasätno), qui coule dans la vallée de Dievssavágge, formant la frontière nord du parc, avant de rejoindre le Luleälven à Vietas. À l'instar du cours principal du Luleälven, la Vietasätno forme de nombreux lacs, dont les plus importants sont Ávddajávri (Autajaure, 10,2 km2), Suorggejávri (Suorkejaure), Dievssajávri (Teusajaure, 10,9 km2), Gágirjávri (Kakirjaure) et Sádijávrre (Satihaure/Satisjaure, 68,9 km2),. Enfin, plusieurs lacs majeurs se trouvent au sud du parc, tels que Bietsávrre (Pietsaure) ou le Stuodakjávrre (Stuotakjaure). Si le parc est riche en lacs, il ne l'est pas particulièrement en tourbières, contrairement aux zones plus en aval. Le parc compte aussi plusieurs glaciers, avec en particulier dix glaciers sur Áhkká, mais aussi plusieurs sur Gállaktjåhkkå et quelques autres hautes montagnes.

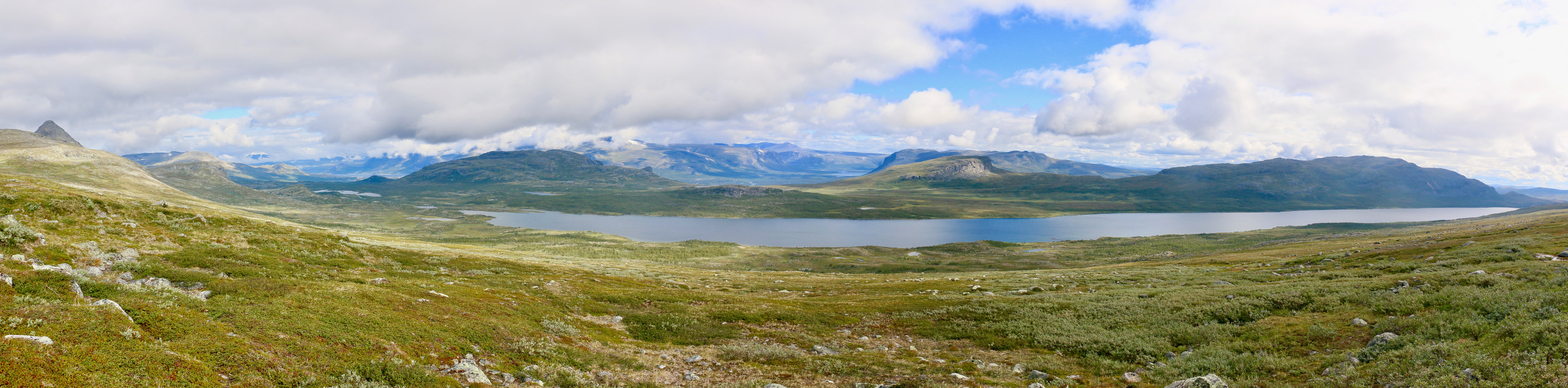
Le lac de Bietsávrre, au sud du parc.

Le Luleälven est l'un des cours d'eau les plus utilisés pour la production d'énergie hydroélectrique, avec plusieurs barrages et centrales à proximité immédiate du parc. L'eau du lac de Siiddasjávri (Sitasjaure, en dehors du parc) est par exemple détournée vers la centrale hydroélectrique de Ritsem, à la frontière du parc, grâce à un long tunnel de plus de 16 km. Le lac Áhkkájávrre lui-même est un grand lac de barrage formé par le barrage de Suorva afin de réguler le débit du fleuve. L'eau de ce lac et celle du lac Satihaure alimentent ensemble la centrale hydroélectrique de Vietas d'une puissance de 306 MW. La section du fleuve en amont d'Áhkkájávrre est protégée contre toute exploitation hydroélectrique, ce qui est en partie la raison de la formation du parc de Padjelanta.

## Géologie

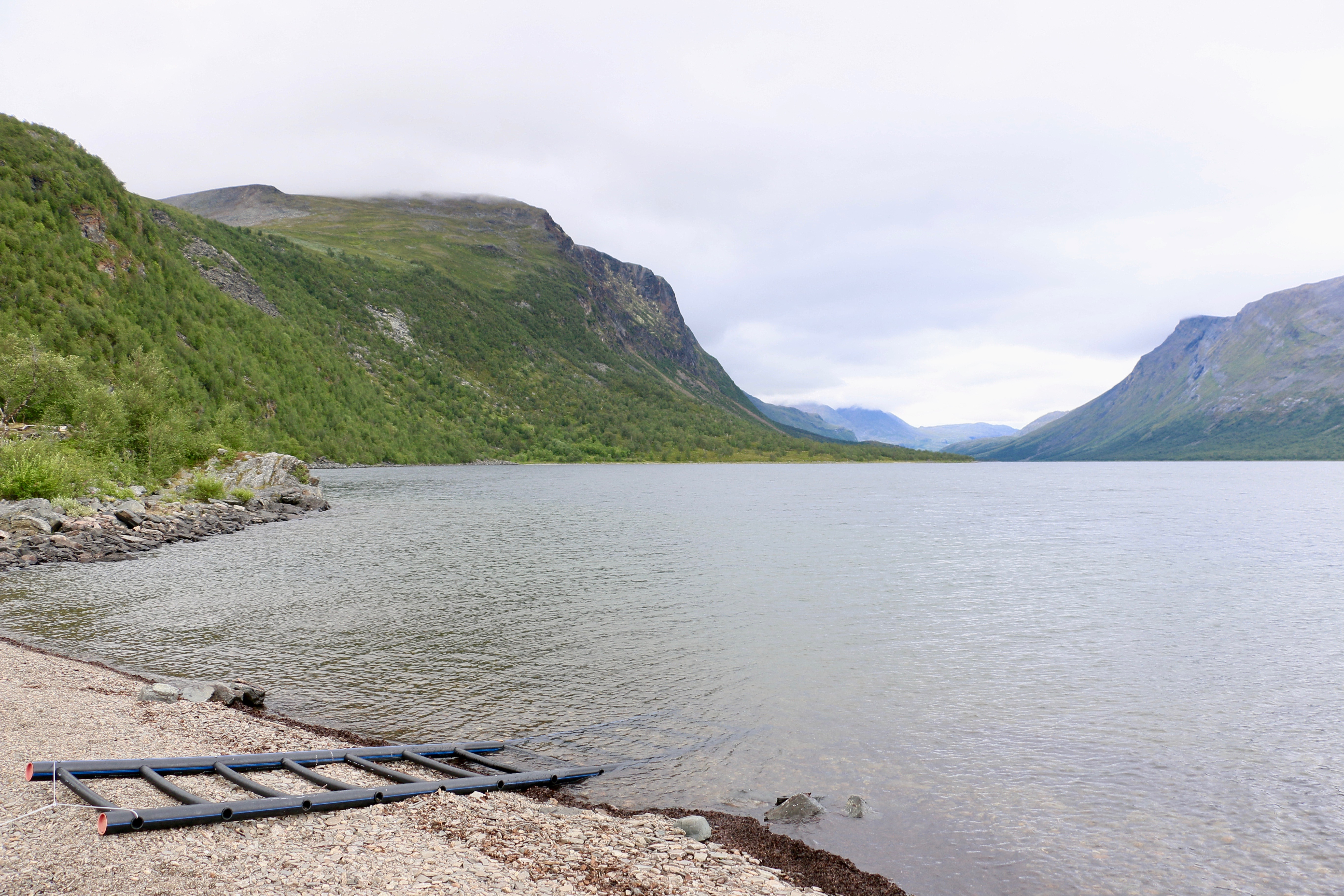
Vallée en U de Dievssavágge, au niveau du lac de Dievssajávri.

Le parc de Stora Sjöfallet couvre une section des Alpes scandinaves. Cette chaîne montagneuse correspond approximativement à une chaîne beaucoup plus ancienne, la chaîne calédonienne. Cette chaîne, aux dimensions probablement similaires à l'actuelle Himalaya, s'est formée il y a plus de 400 Ma lors de la collision entre les plaques tectoniques Laurentia (actuelle Amérique du Nord) et Baltica (actuelle Scandinavie). Durant cette collision, des portions de croûte continentale, appelées nappes de charriage, sont empilées. Les nappes inférieures et moyennes proviennent de la marge du continent Baltica, les nappes supérieures sont constituées de roches de l'océan Iapétus qui séparait initialement les deux continents, tandis que les nappes sommitales proviennent du continent Laurentia. L'ordre de ces couches est de nos jours visible en allant d'est en ouest.
Au cours de millions d'années qui suivent cette orogenèse calédonienne, la chaîne est progressivement aplanie par les forces tectoniques et l'érosion. Il y a 60 Ma, il ne reste plus qu'une pénéplaine, mais en parallèle avec l'ouverture de l'océan Atlantique, cette plaine subit un soulèvement tectonique aux origines relativement incertaines. L'ancienne chaîne est ainsi rajeunie, et le travail d'érosion reprend, en particulier durant les glaciations quaternaires, sculptant le relief que l'on voit aujourd'hui.

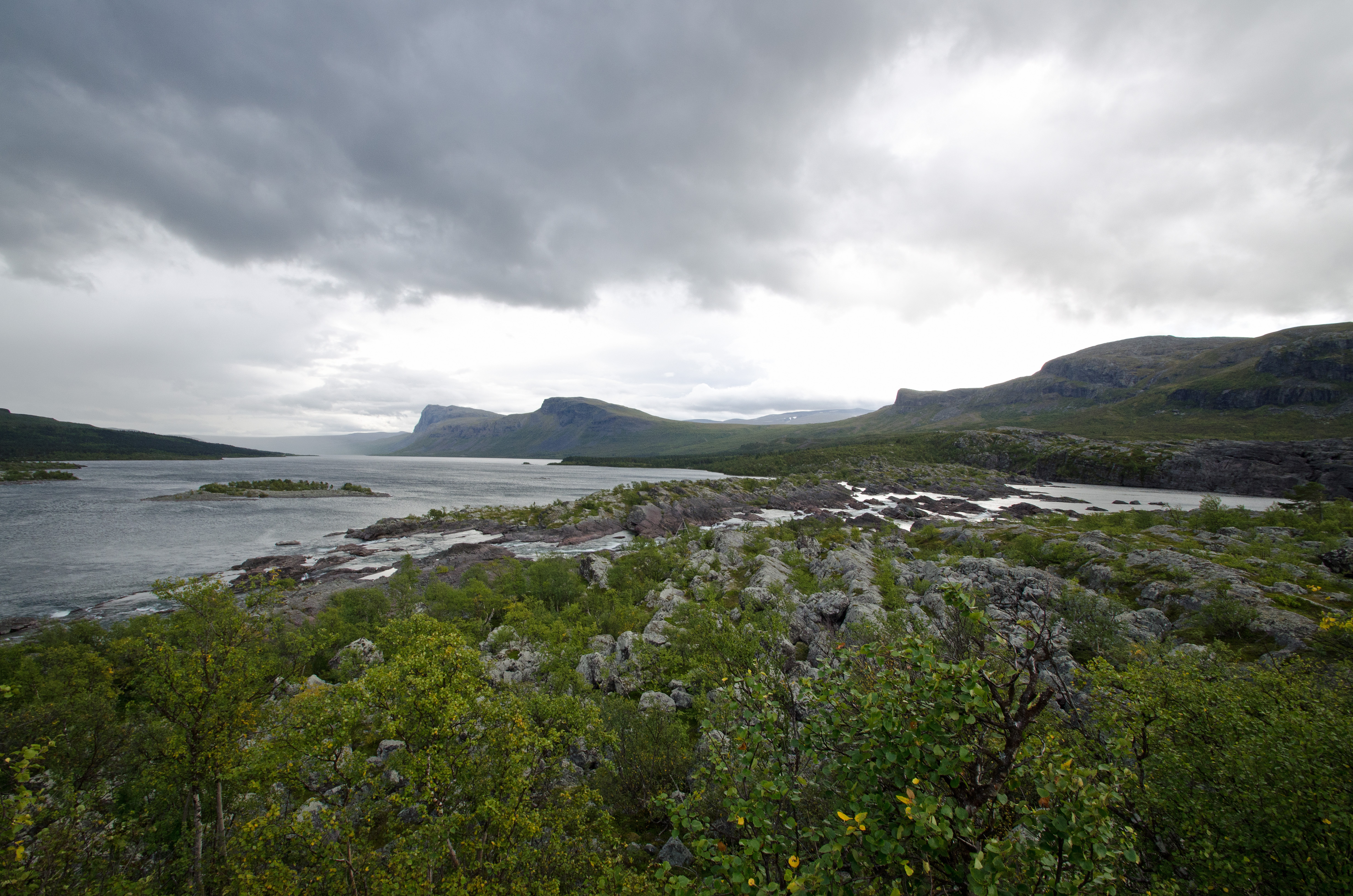
L'inclinaison des roches est très visible dans le paysage à l'est du parc, avec des pentes douces montant vers l'est (à gauche sur la photo) alternant avec des falaises. La falaise en arrière-plan est celle de Gierkav, correspondant au Glinten.

L'érosion n'affecte pas toutes les roches de la même manière, et la nature des roches a donc des conséquences fondamentales sur le relief. Par exemple, la nappe de Seve, une des nappes supérieures, comprend des roches très résistantes à l'érosion, dont en particulier des amphibolites qui constituent une grande partie des principaux sommets du parc, tels qu'Áhkká et Gállaktjåhkkå. Ces roches ont tout de même été érodées par les glaciers qui ont formé la vallée d'Áhkkájávrre, et donc la vallée est dominée par les roches des nappes moyennes, principalement des syénites et granites. Plus à l'est, on trouve la couche très fine de roches des nappes inférieures, principalement des roches sédimentaires à faible degré de métamorphisme, et enfin les roches svécofennides, qui ne font pas partie du domaine calédonien,. À ce niveau, les roches calédoniennes sont inclinées vers l'ouest, et ont donc tendance à former une falaise marquée à la frontière avec les roches svécofenniennes, appelée Glinten. Ces falaises sont en particulier visibles à la frontière entre le massif de Nieras et la vallée de Viedás, ou encore à la ligne de crête de Gierkav (Kierkau) dominant le lac Langas.
Outre l'érosion, les glaciers ont aussi laissé leurs marques dans le paysage sous forme de sédiments. À l'est du lac Bietsávrre, par exemple, on remarque un Sandur de 9 km de long, qui date de la fin de la dernière glaciation, et est l'un des exemples les mieux préservés du pays. Par endroits, l'épaisseur des sédiments y atteint jusqu'à 100 m, ce qui en fait la plus épaisse couche de sol du Norrland. Très près de ce site, sur les pentes de Gierkav, on trouve la gorge étroite d'Áhusjgårsså (Ahutjkårså), probablement formée rapidement lors de la déglaciation par les importantes quantités d'eau de fonte. Une autre formation géologique marquante est celle de terrasses alluviales au sud d'Áhkká, près de la frontière avec Sarek : il s'agit d'une succession des terrasses à différentes altitudes entre 583 m et 675 m qui sont interprétées comme des deltas fossiles. Là encore, ce dépôt date de la fin de la dernière glaciation, les différents niveaux des terrasses correspondant aux stages successifs de retrait des glaces qui bloquaient la vallée, parfois en lien avec un lac périglaciaire. On trouve aussi à plusieurs endroits dans le parc des cônes de déjection, souvent là où des vallées suspendues rejoignent la vallée principale et souvent formés durant la période de fonte des glaces à la fin de la dernière glaciation.

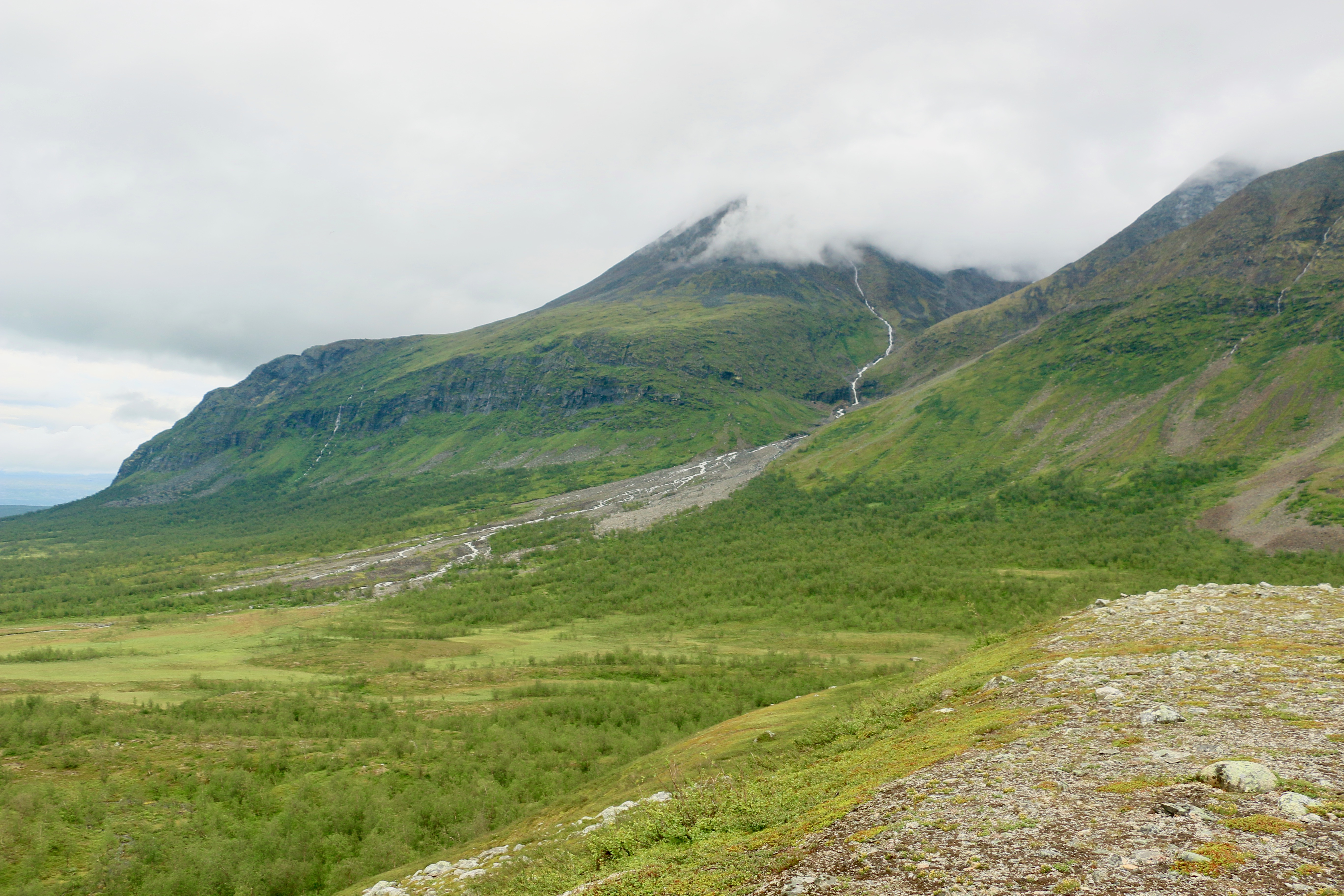
Cône de déjection au pied d'Áhkká vu depuis une des terrasses alluviales.
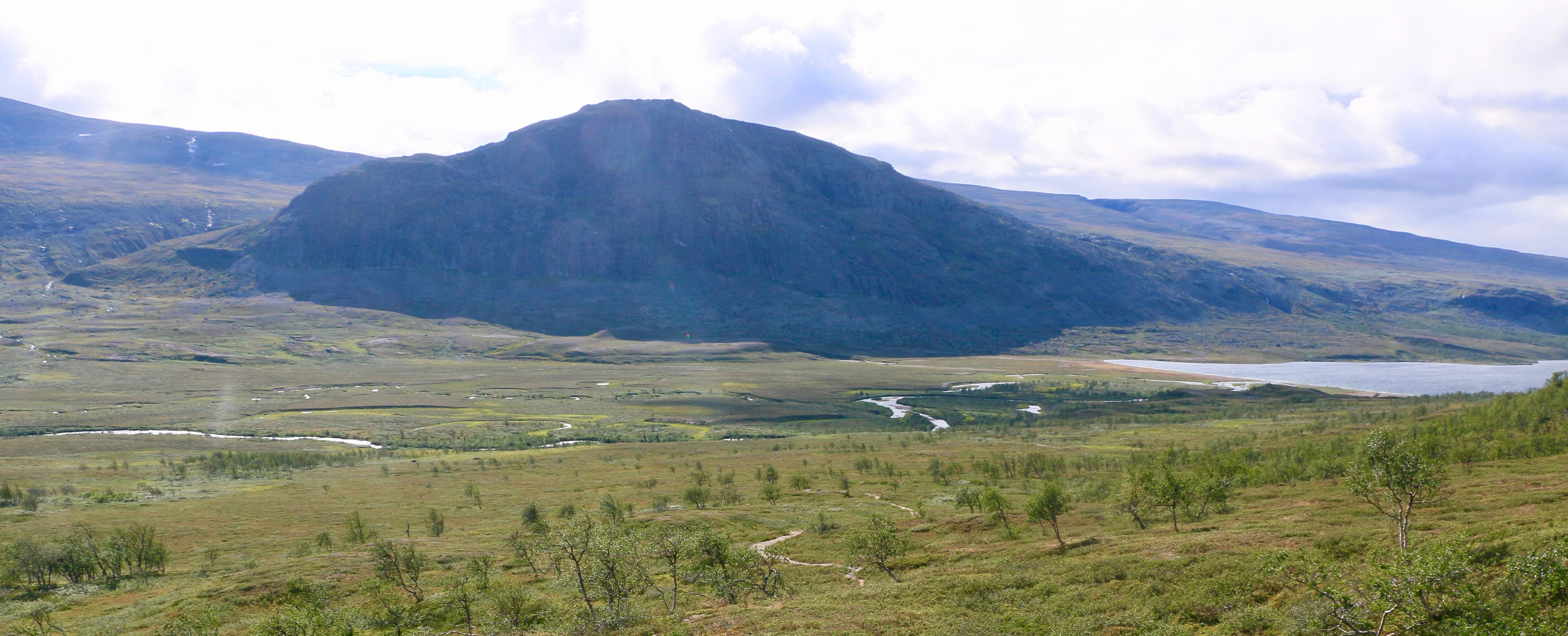
Méandres de l'Ávtsusjjåhkå dans les sandur près du lac Bietsávrre.

## Milieux naturels

### Taïga

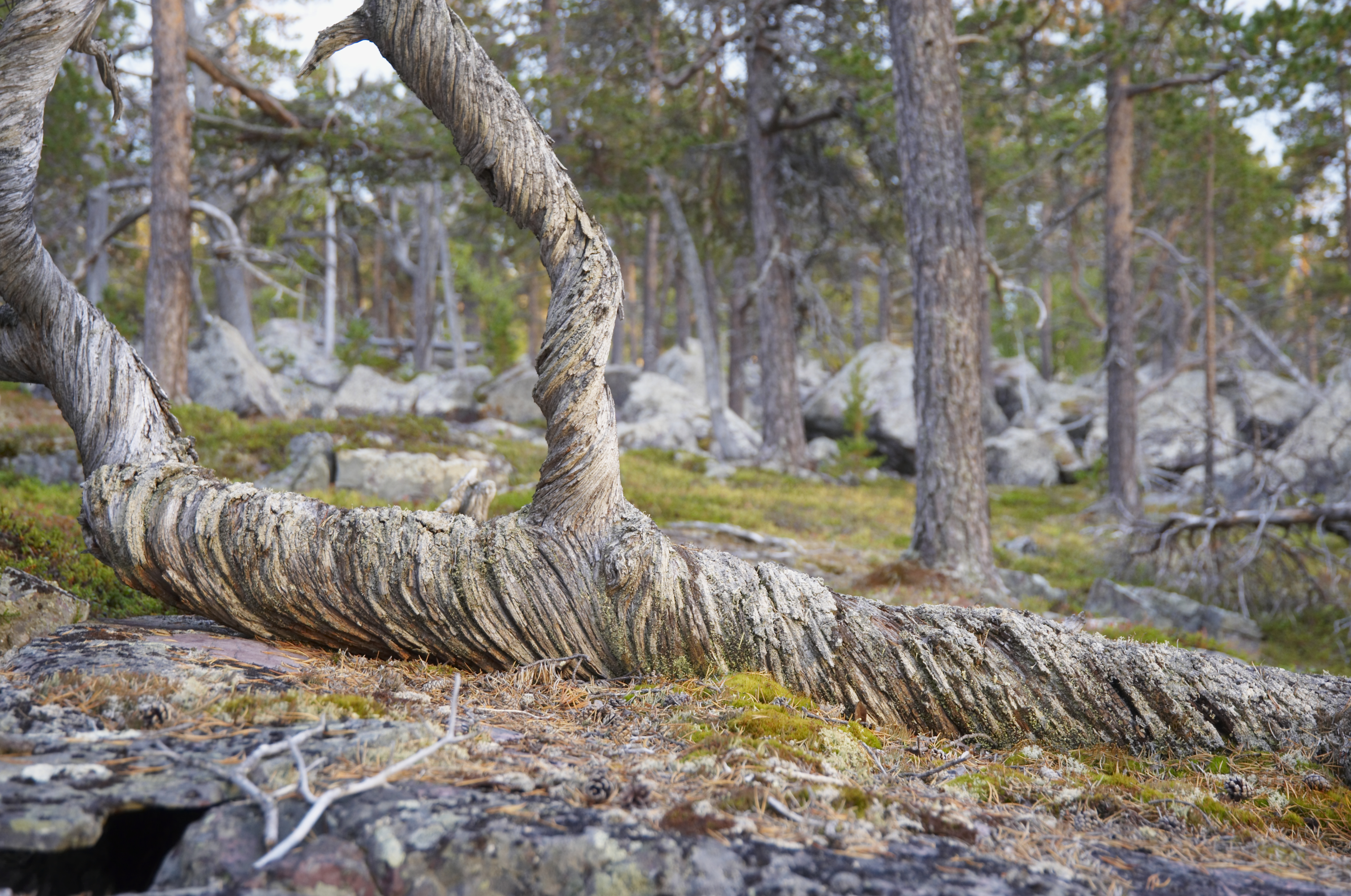
Arbre mort dans la forêt de pins de Viedás.

Les plus basses altitudes du parc, jusqu'à environ 500 m, sont dominées par les forêts de conifères de la taïga scandinave et russe. Il s'agit principalement des rives du lac Langas et de la vallée de Viedás. La forêt est en grande partie primaire, avec des arbres très vieux, en particulier dans la vallée de Viedás qui compte parmi les forêts primaires de conifères les plus notables du pays. Au niveau du parc, ces forêts sont dominées par le pin sylvestre (Pinus sylvestris), mais y poussent également  l'épicéa commun (Picea abies) et le bouleau pubescent (Betula pubescens).
La végétation au sol est variable, dépendant en particulier de la nature des roches, mais est général très limitée, avec des lichens, dont en particulier Cladonia rangiferina, et des éricacées telles que la myrtille (Vaccinium myrtillus), la camarine noire (Empetrum nigrum) et l'airelle (Vaccinium vitis-idaea). Localement, la flore est plus intéressante, avec par exemple la potentille multifide (Potentilla multifida) sur les pentes de Darvasvárásj, ailleurs très rare en Scandinavie, ou encore la Minuartie rougeâtre (Minuartia rubella), le pavot arctique (Papaver radicatum) et la sabline de Norvège (Arenaria norvegica) sur les pentes de Gierkav. La forêt a tendance à se faire de plus en plus éparse en altitude, laissant pénétrer plus de lumière, ce qui permet le développement de quelques fleurs plutôt caractéristiques des prairies alpines, telles que le rhododendron lapon (Rhododendron lapponicum), la saxifrage faux Orpin (Saxifraga aizoides) ou la cassiope hypnoïde (Harrimanella hypnoides).

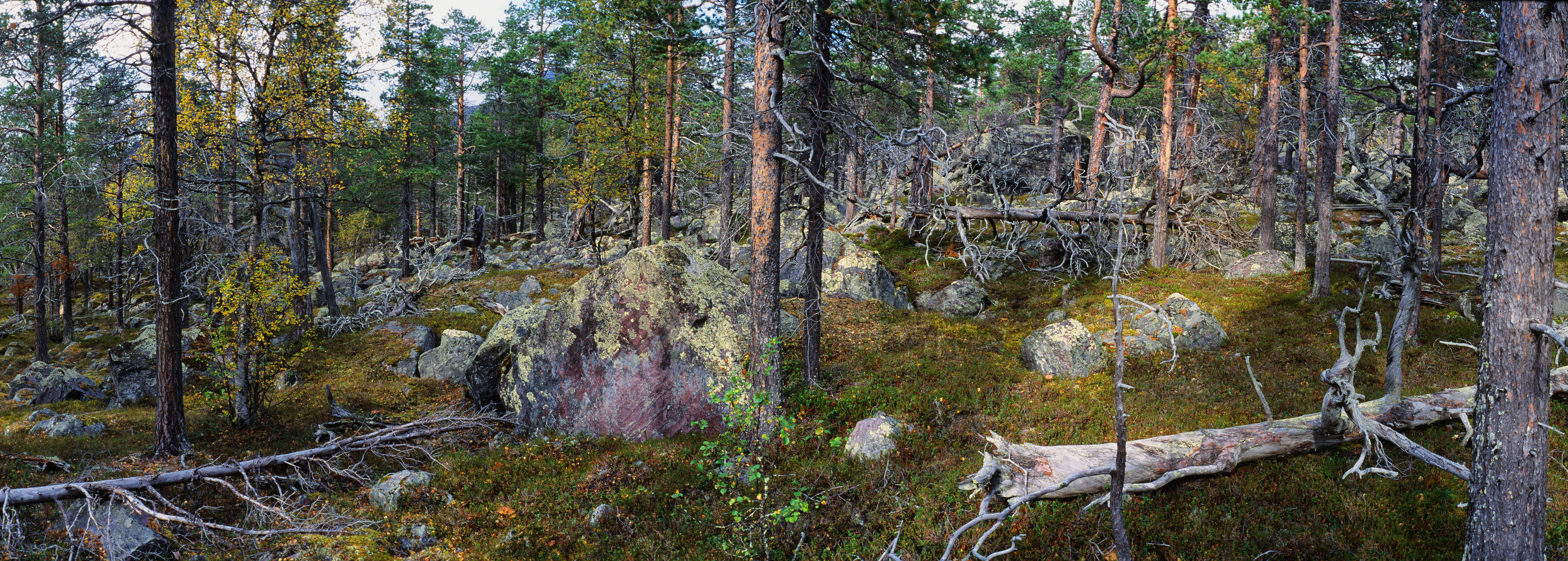
Forêt de pins dans le parc.

La construction des barrages et des infrastructures liées a eu un impact très néfaste sur la faune dans les vallées. Malgré cela, la plupart des animaux caractéristiques de la taïga sont présents. Parmi les mammifères, on peut citer les grands carnivores que sont l'ours brun (Ursus arctos), le lynx boréal (Lynx lynx) et le glouton (Gulo gulo), mais aussi les plus petits comme le renard roux (Vulpes vulpes), la loutre d'Europe (Lutra lutra), la martre des pins (Martes martes), l'hermine (Mustela erminea) et la belette d'Europe (Mustela nivalis),. L'élan (Alces alces) est très bien implanté dans les vallées du parc. Pour les oiseaux, plusieurs espèces de rapaces nichent dans les vallées du parc, tels que l'aigle royal (Aquila chrysaetos), le pygargue à queue blanche (Haliaeetus albicilla), la buse pattue (Buteo lagopus) et le faucon gerfaut (Falco rusticolus), ou encore les rapaces nocturnes tels que le hibou des marais (Asio flammeus) et la chouette de l'Oural (Strix uralensis),. Les cycles de population des petits rongeurs, en particulier du lemming des toundras (Lemmus lemmus), sont très importants pour ces oiseaux prédateurs, et leur nombre est donc très corrélé à celui des lemmings. Les forêts comptent aussi plusieurs espèces de picidés, en particulier le pic tridactyle (Picoides tridactylus), et de nombreux passereaux dont les plus communs sont la mésange lapone (Poecile cinctus), la grive litorne (Turdus pilaris) et la grive musicienne (Turdus philomelos). À ces basses altitudes, on trouve aussi quelques reptiles et amphibiens tels que le lézard vivipare (Zootoca vivipara), la vipère péliade (Vipera berus) et la grenouille rousse (Rana temporaria).

### Étage subalpin

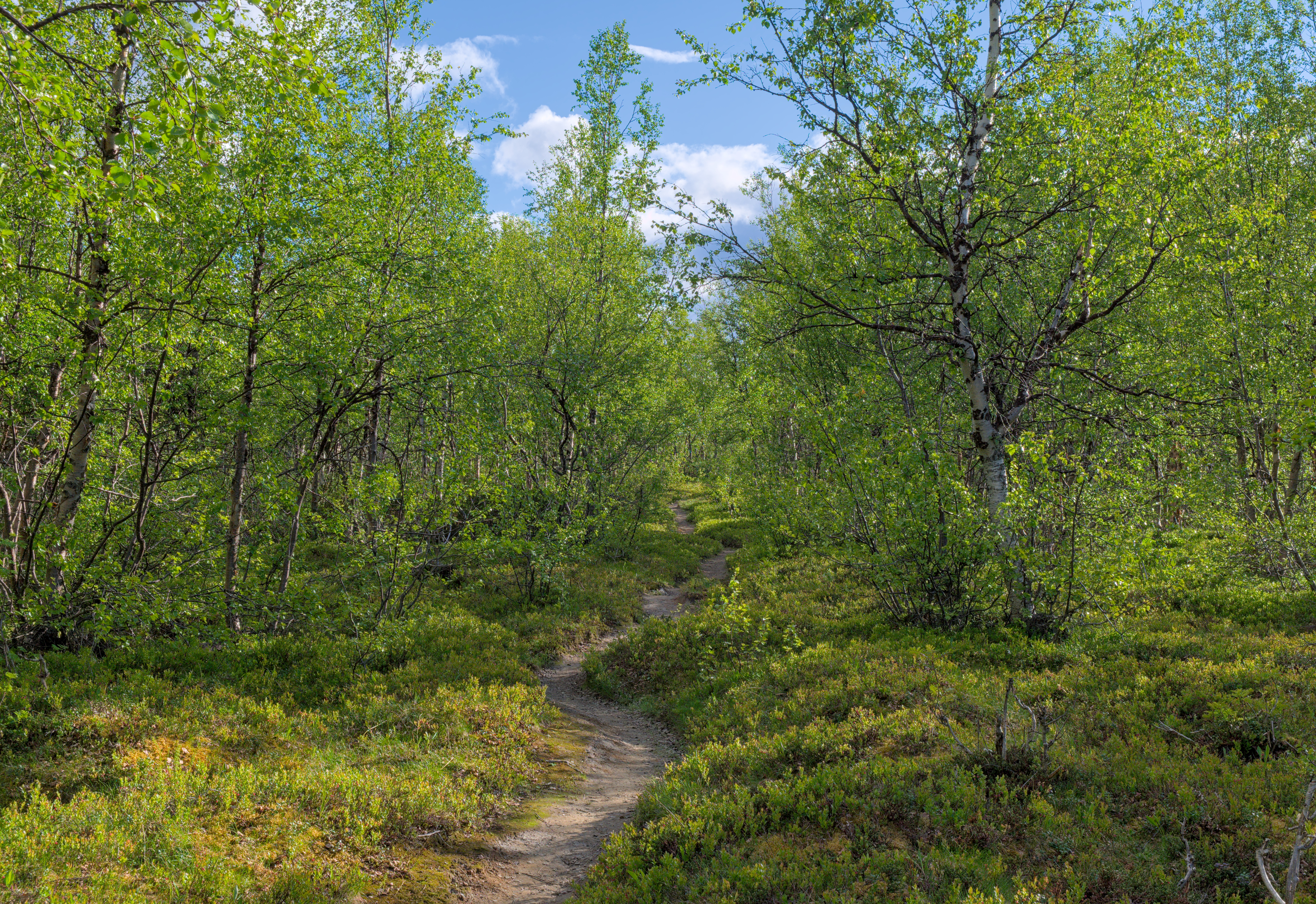
Forêt de bouleaux dans la vallée de Vuojatädno.

Au-dessus de la limite des conifères se trouve l'étage subalpin, dominé par les forêts de bouleau pubescent caractéristiques de l'écorégion des forêts de bouleaux et prairies d'altitude scandinaves. Le fait que des feuillus, et non les conifères, dominent l'étage supérieur de la forêt est attribué aux influences océaniques. Cette forêt subalpine couvre une surface importante dans le parc national, allant jusqu'à environ 700 m d'altitude. La végétation au sol est là encore très variable, mais elle est souvent riche dans le parc, en particulier sur le versant sud des montagnes ou lorsque le sol est plus riche,. Lorsque les conditions sont réunies, comme dans la vallée de Dievssavágge et sur les pentes de Gierkav et d'Áhkká, la végétation au sol rappelle les prairies que l'on trouve au-delà de la limite des arbres. Plusieurs arbres viennent alors s'ajouter au bouleau, tels que le sorbier des oiseaux (Sorbus aucuparia), l'aulne blanc (Alnus incana), le tremble (Populus tremula) et le merisier à grappes (Prunus padus). On trouve aussi souvent des arbustes de différentes espèces de saule, et de hautes plantes telles que la laitue des Alpes (Cicerbita alpina), l'angélique officinale (Angelica archangelica) et Aconitum lycoctonum ssp. septentrionale, qui rendent ces forêts presque impénétrables. Dans les zones plus humides, on trouve aussi la trolle d'Europe (Trollius europaeus), le populage des marais (Caltha palustrisla) et la pensée à deux fleurs (Viola biflora). Le reste des forêts de bouleaux a une couverture au sol similaire à celle des forêts de conifères, avec mousses, lichens et éricacées.

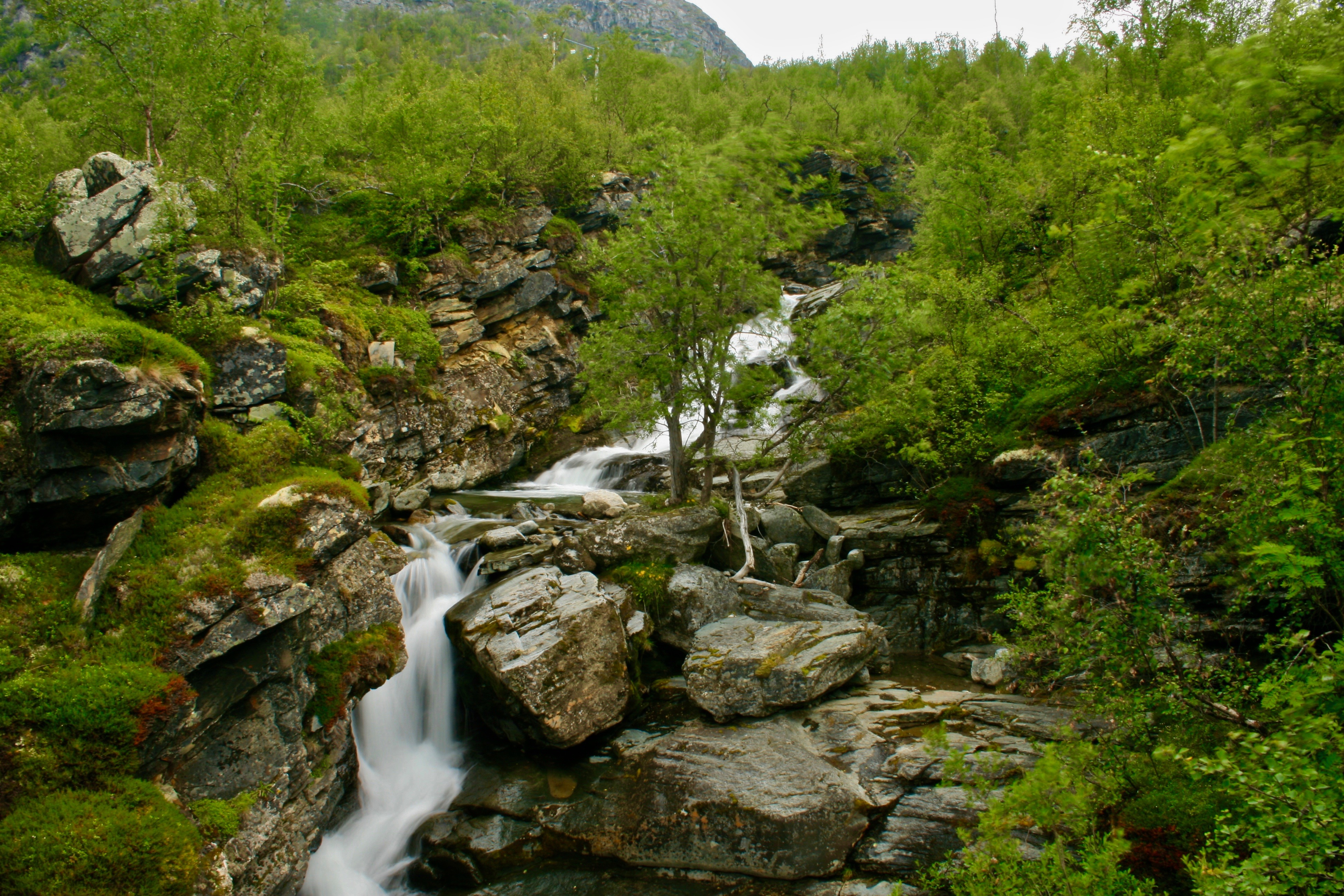
Forêt de bouleau humide près d'un ruisseau sur les pentes au-dessus de Vákkudavárre (Vakkotavare).

Pour les mammifères, la forêt de bouleau est en général une simple extension des forêts de conifères, et on y trouve donc essentiellement les mêmes espèces. Leur population reste cependant en général limitée. L'avifaune est en revanche relativement riche, avec de nombreuses espèces y nichant durant la saison estivale. On trouve par exemple de nombreux passereaux, tels que le pouillot fitis (Phylloscopus trochilus), le sizerin flammé (Acanthis flammea), le pinson du Nord (Fringilla montifringilla), la bergeronnette printanière (Motacilla flava) ou encore le gorgebleue à miroir (Luscinia svecica). Les rapaces diurnes nommés précédemment sont aussi communs à cet étage, ainsi que le lagopède des saules (Lagopus lagopus) et le grand Corbeau (Corvus corax).

### Étage alpin

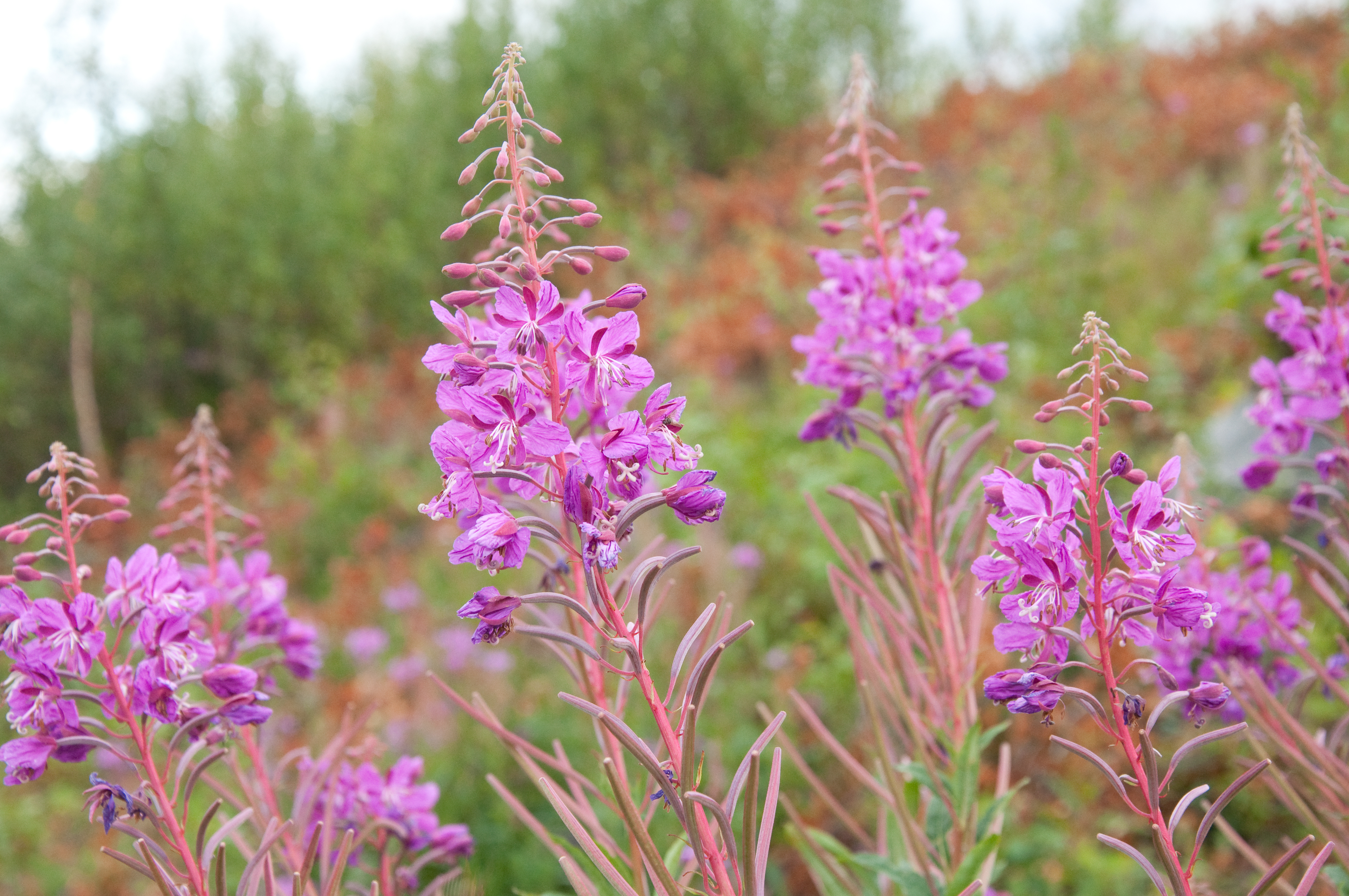
Épilobe en épi dans le parc national.

L'étage alpin désigne toute la section au-dessus de la limite des arbres, mais elle est elle-même divisée en plusieurs niveaux. La section de plus basse altitude est l'étage des saules, dont la limite est typiquement entre 200 et 300 m au-dessus de la limite des arbres. Cet étage doit son nom aux buissons de saules, formant parfois des ensembles très denses, souvent dans des zones plus humides. Cet étage forme le plus souvent des landes, dominées par des sous-arbrisseau de camarine noire, avec de la callune (Calluna vulgaris), du lycopode des Alpes (Diphasiastrum alpinum) et de la busserole des Alpes (Arctostaphylos alpinus). Ailleurs, les landes se font plus herbeuses, avec du jonc trifide (Juncus trifidus), la flouve odorante (Anthoxanthum odoratum), le saule herbacé (Salix herbacea) et la fétuque des moutons (Festuca ovina). Enfin, dans les zones plus riches, avec un sol plus calcaire, on trouve plusieurs espèces de fleurs telles que la dryade à huit pétales (Dryas octopetala), la saxifrage à feuilles opposées (Saxifraga oppositifolia), la bartsie des Alpes (Bartsia alpina), ou encore la grande Pedicularis sceptrum-carolinum. Enfin, souvent localement dans des dépressions humides, se développent çà et là de véritables prairies alpines, avec le pâturin des Alpes (Poa alpina), la parnassie des marais (Parnassia palustris), la pensée à deux fleurs, la saxifrage faux Orpin, et l'athyrium des Alpes (Athyrium distentifolium).
L'étage suivant, la flore se fait maigre, avec principalement des mousses et lichens, ainsi que quelques plantes vasculaires telles que le saule herbacé et la cassiope hypnoïde. Le dernier étage, l'étage alpin supérieur, est pratiquement dénué de végétation, avec seulement une dizaine d'espèces de plantes au-dessus de 1 500 m, dont en particulier la renoncule des glaciers (Ranunculus glacialis) qui peut atteindre jusqu'à 1 900 m.

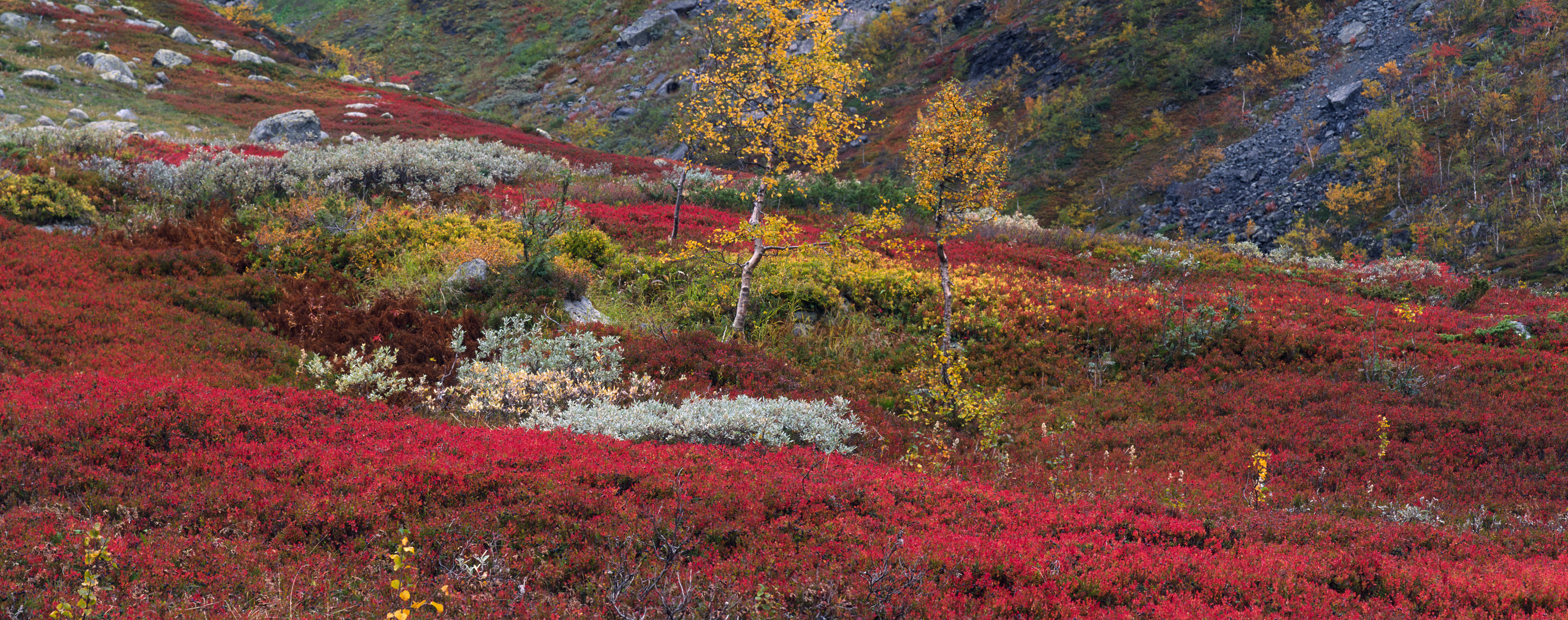
Couleurs automnales dans les landes du parc.

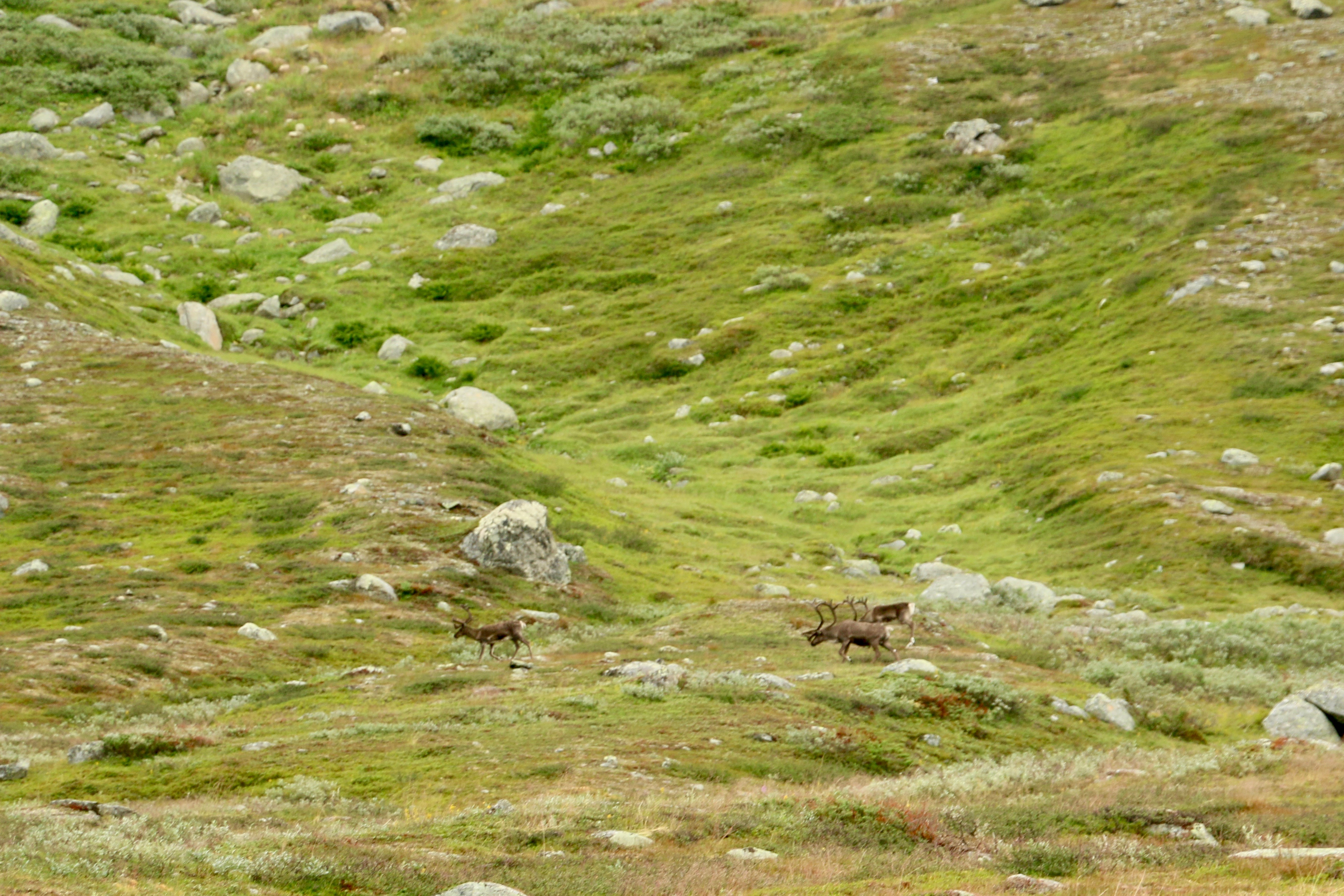
Rennes sur les pentes sud d'Áhkká. On remarque aussi les divers types de végétations de l'étage alpin, avec les landes sèches, les sections herbeuses, et les buissons de saules.

Les mammifères de l'étage alpin sont principalement des rongeurs, dont en particulier le lemming des toundras, avec ses cycles de populations, mais aussi le campagnol de Sundevall (Myodes rufocanus). C'est aussi le domaine du renard polaire (Vulpes lagopus), une espèce sévèrement menacée en Suède, avec seulement quelques familles isolées dans le parc. Si le glouton est de plus en plus souvent observé dans la taïga, loin des montagnes, celles-ci constituent tout de même le cœur de son domaine. Enfin, l'espèce probablement la plus notable des montagnes est le renne (Rangifer tarandus), qui passe l'hiver dans les forêts mais monte à l'étage alpin durant l'été. Les rennes de Suède sont tous domestiques, élevés par les Samis, mais vivent en état de semi-liberté dans les montagnes.
Parmi les oiseaux, le pluvier doré (Pluvialis apricaria) est une des espèces dominantes de l'étage alpin, mais on trouve aussi le plectrophane lapon (Calcarius lapponicus), le plectrophane des neiges (Plectrophenax nivalis), le bruant des roseaux (Emberiza schoeniclus), le pipit farlouse (Anthus pratensis) et l'alouette hausse-col (Eremophila alpestris). Parmi les plus grands oiseaux caractéristiques des montagnes lapones, on peut nommer le harfang des neiges (Bubo scandiacus), dont la présence est en général liée aux cycles de lemmings et le lagopède alpin (Lagopus muta).

### Zones humides

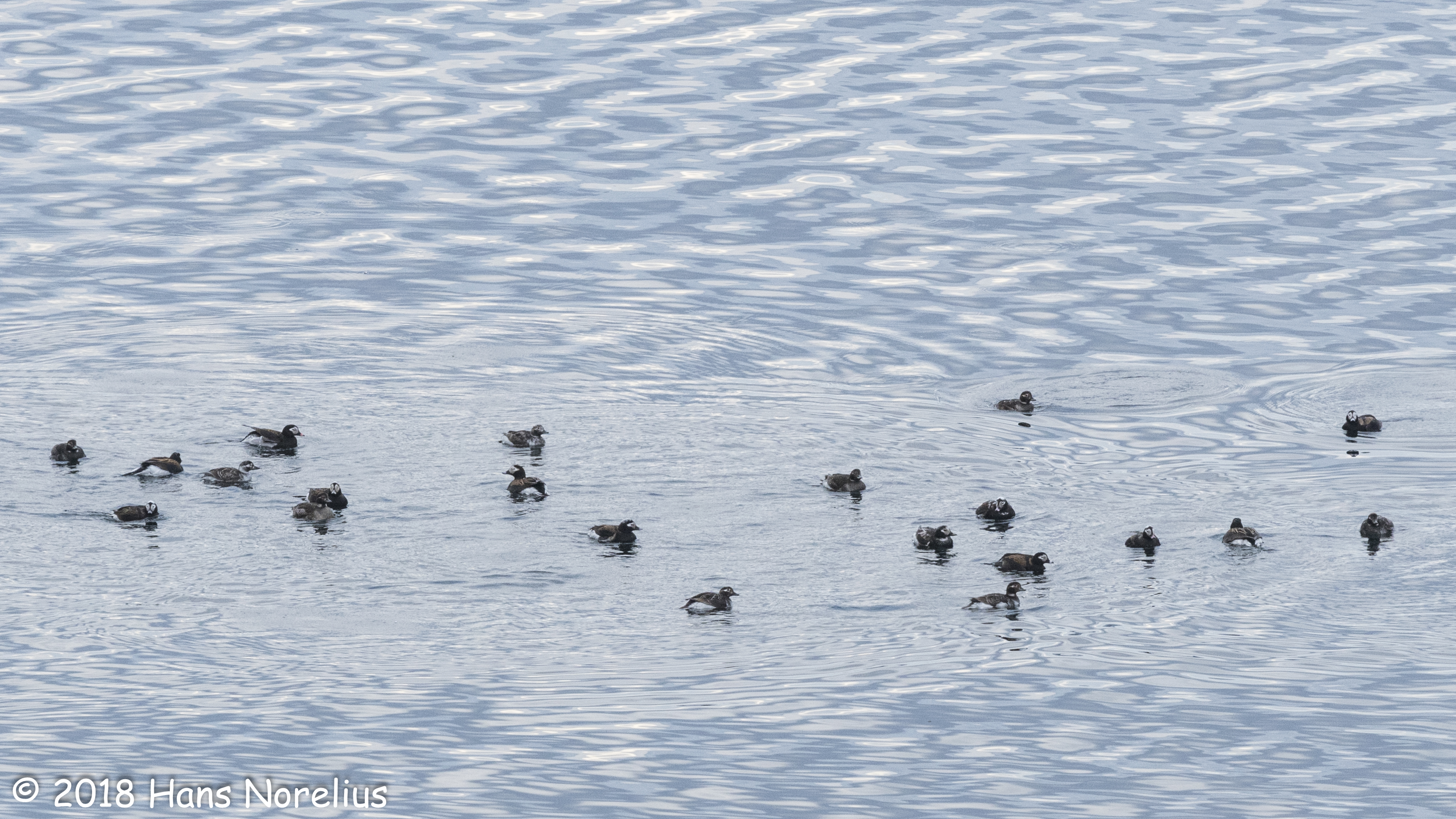
Harelde kakawi (Clangula hyemalis), sur le lac de Langas.

Si les zones humides ne sont pas aussi vastes que plus en aval, elles sont néanmoins présentes dans de nombreuses zones du parc. Il s'agit principalement de tourbières, avec diverses espèces de sphaignes, en particulier la sphaigne brune. Aux côtés des sphaignes, les espèces dominantes sont des espèces de carex (laîches) telles que Carex rostrata, Carex chordorrhiza et Carex saxatilis, mais aussi la molinie bleue (Molinia caerulea), la prêle des eaux (Equisetum fluviatile), la linaigrette grêle (Eriophorum gracile) et le trèfle d'eau (Menyanthes trifoliata).
La faune la plus notable des zones humides est l'avifaune. Elle est aussi en général liée à l'altitude, avec par exemple la grue cendrée (Grus grus) concentrée aux plus basses altitudes tandis que le chevalier sylvain (Tringa glareola) se trouve jusqu'à l'étage alpin moyen. Dans les lacs de l'étage subalpin, on trouve quelques espèces d'anseriformes, telles que la sarcelle d'hiver (Anas crecca), le canard siffleur (Mareca penelope), le fuligule milouinan (Aythya marila), le harle huppé (Mergus serrator). Elles partagent leur territoire avec le plongeon arctique (Gavia arctica), le plongeon catmarin (Gavia stellata) ou encore le goéland cendré (Larus canus). Dans les tourbières de cet étage, on trouve plusieurs limicoles, telles que la bécassine des marais (Gallinago gallinago), le chevalier guignette (Actitis hypoleucos) et le chevalier sylvain. Plus en altitude, dans l'étage alpin, on trouve le bécasseau de Temminck (Calidris temminckii), le combattant varié (Philomachus pugnax) et la macreuse noire (Melanitta nigra) et brune (Melanitta fusca).
Les lacs eux-mêmes ont des eaux cristallines et sont en général assez pauvres en nutriments. La principale exception sont les grands lacs de Langas et Satihaure qui contiennent une grande diversité d'espèces de poissons : omble chevalier (Salvelinus alpinus), truite (Salmo trutta), ombre commun (Thymallus thymallus), Coregonus pidschian, corégone lavaret (Coregonus lavaretus), lotte (Lota lota), grand brochet (Esox lucius), perche commune (Perca fluviatilis), chabot commun (Cottus gobio) et chabot de Sibérie (Cottus poecilopus). Ailleurs, lorsqu'il y a des poissons, il ne s'agit en général que de la truite et de l'omble chevalier.

## Histoire

### Les Samis

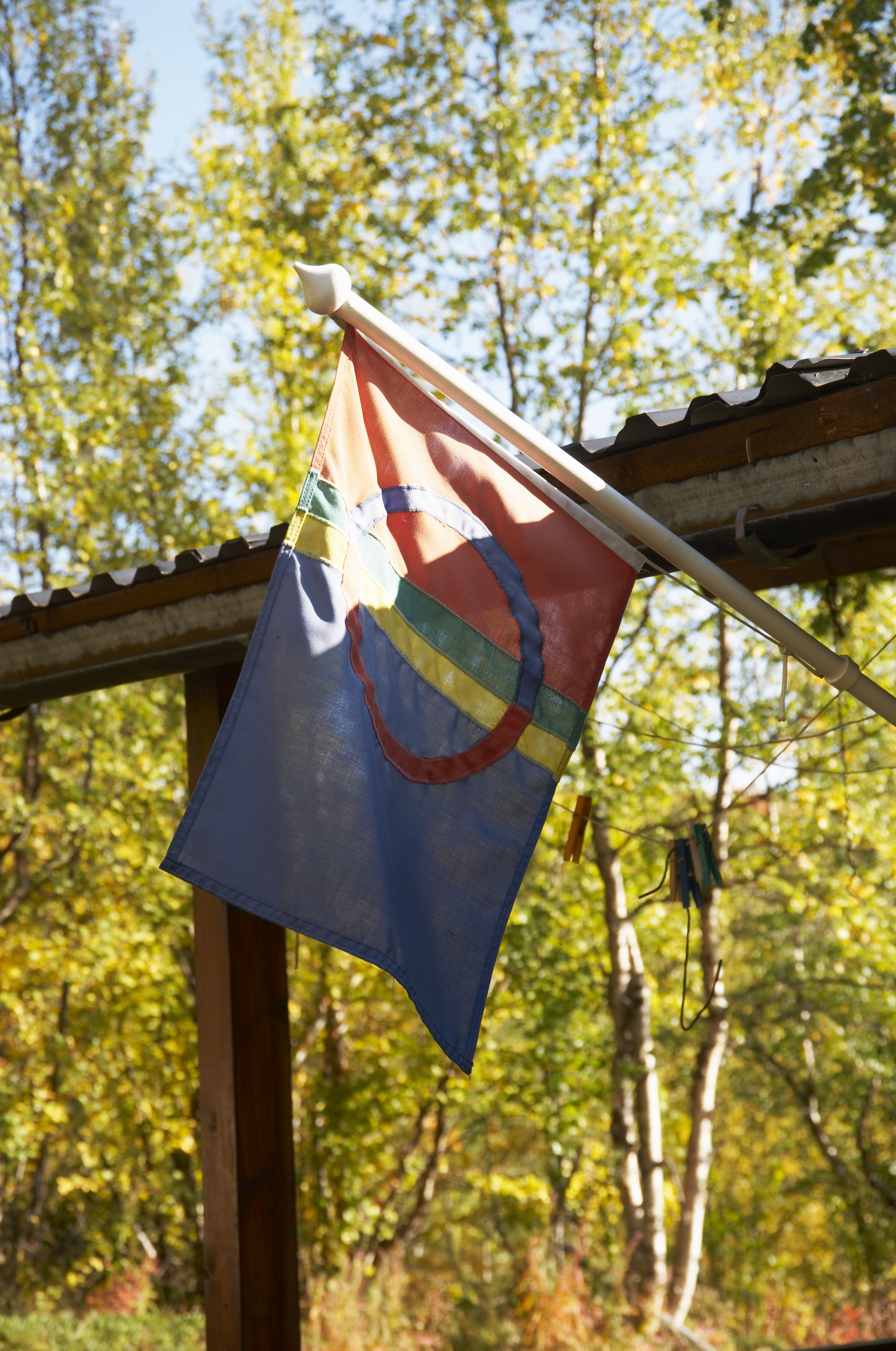
Drapeau same sur une habitation same du village de Östra Ritjemjåkk (Ritsem).

Les premiers humains dans la région arrivent probablement juste après le retrait des glaciers, il y a environ 8 000 ans,. Les traces de leur présence sont nombreuses, en particulier autour des lacs Gårtjejávrre et Langas, mais discrètes, telles que les ruines du foyer en pierre (Árran) creusé au milieu des tentes (Goahti), des anciens fours en terre ou fosses de cuisson ou encore des anciens pièges pour rennes ou élans. Ces premiers habitants sont probablement les ancêtres des Samis et la toponymie indique que les langues sames sont parlées depuis au moins 3 000 ans dans la région. En effet, le nom Bietsávrre signifie « le lac des pins », et le nom de la vallée qui aboutit au lac, Ávtsusjvágge, se traduit par « vallée avec une dense forêt d'épicéas » ; or il n'y a plus de pins ou d'épicéas dans cette vallée depuis au moins 3 000 ans, à la fin d'une période chaude.
Ces populations étaient initialement des chasseurs-cueilleurs, mais ils ont rapidement domestiqué certains rennes pour porter des charges, utilisant des femelles comme leurre pour attirer et piéger les mâles durant la saison de reproduction. Il faut attendre bien longtemps avant que l'élevage ne devienne leur activité principale. Ils vivaient essentiellement à l'écart de l'influence suédoise et norvégienne, bien qu'ils commerçaient avec ces deux peuples, vendant en particulier de la viande, du poisson et des peaux, mais aussi des écorces de bouleau.
La situation change au XVIe siècle avec l'envoi de missionnaires chrétiens pour évangéliser les Samis dans ce « Lule lappmark » (« terres lapones de Lule »). Ces missionnaires offrent une des principales sources dont nous disposons sur les croyances des Samis. Ils ont des croyances animistes, avec plusieurs montagnes, lacs et rivières sacrés. Le nom Áhkká, par exemple, laisse penser que cette montagne était révérée par les Samis, pouvant désigner une vieille femme, mais aussi une déesse. Ils honorent leurs diverses déités en pratiquant des sacrifices, par exemple en offrant des bois de rennes, typiquement près de rochers particuliers (Sieidis). Un exemple de ces lieux de sacrifice se trouve près du lac Dievssajávri, et un autre lieu de culte a été trouvé à proximité de la chute de Stora Sjöfallet.

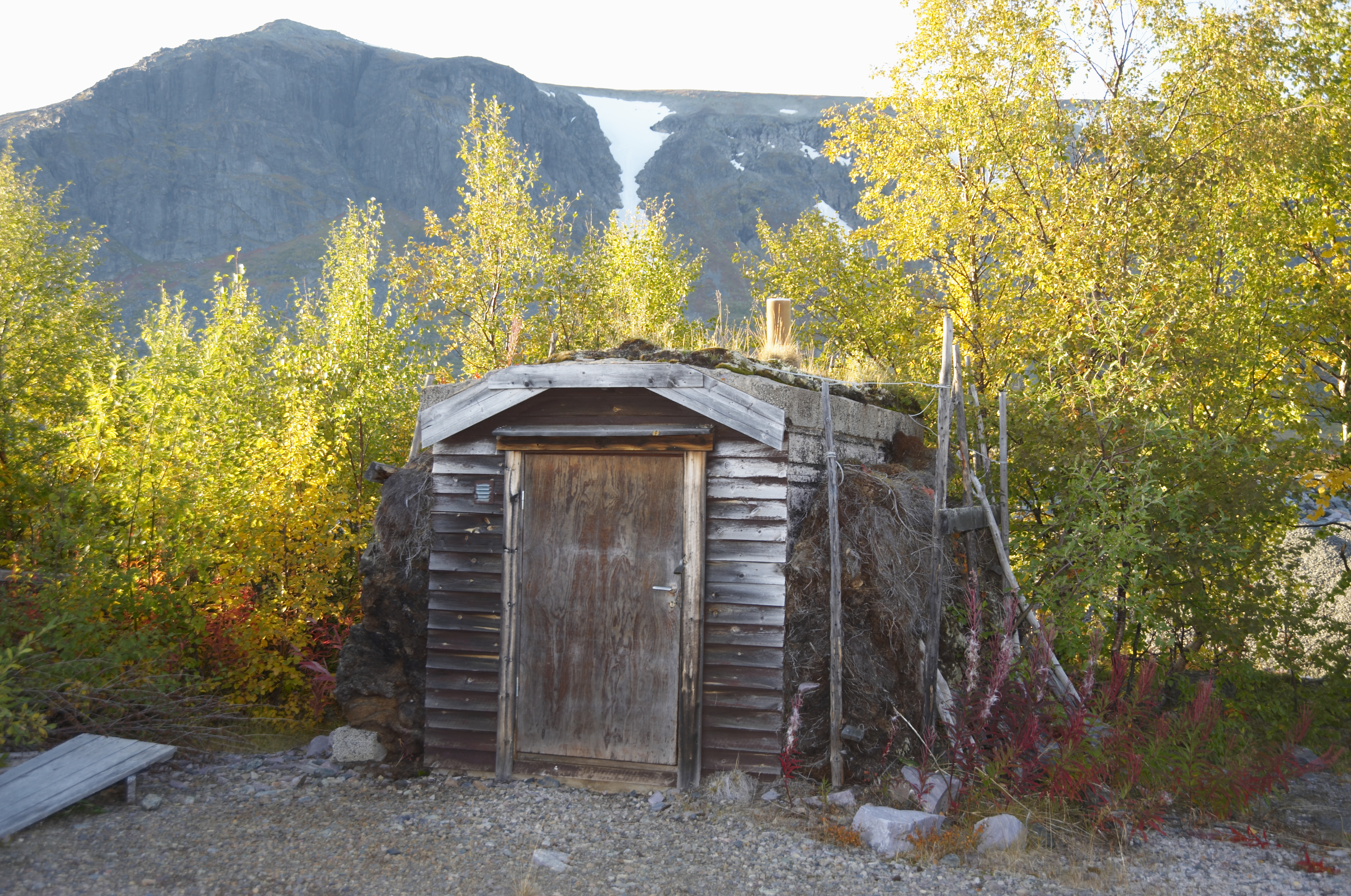
Abri de pêcheur same à Sádis, dans la vallée de Viedás, près du lac Sádijávrre.

L'Église étend son influence durant tout le XVIIe siècle, et à travers elle, l'influence de l'État s'accroît aussi. Le commerce passe sous le contrôle de la Suède et les Samis doivent payer des impôts à l'État suédois. La découverte de minerai (en particulier d'argent) dans les montagnes de la région accélère grandement ce processus. Vers la fin du siècle, les Samis avaient adopté la religion chrétienne en surface mais continuait de pratiquer leurs rites traditionnels en parallèle. L'église s'efforce alors d'éradiquer toute trace de l'ancienne religion, persécutant toute personne suspectée de la pratiquer. Au XIXe siècle, l'influence suédoise augmente grandement dans les plaines avec l'établissement de colons suédois, mais les montagnes restent relativement épargnées. Le principal empiètement est la fin de l'union avec la Norvège en 1905, qui implique l'établissement de la frontière entre les deux pays, coupant en deux les sentiers de transhumance des éleveurs de rennes, forçant la relocation de nombreuses familles.

### Protection et intrusion (1890-1919)

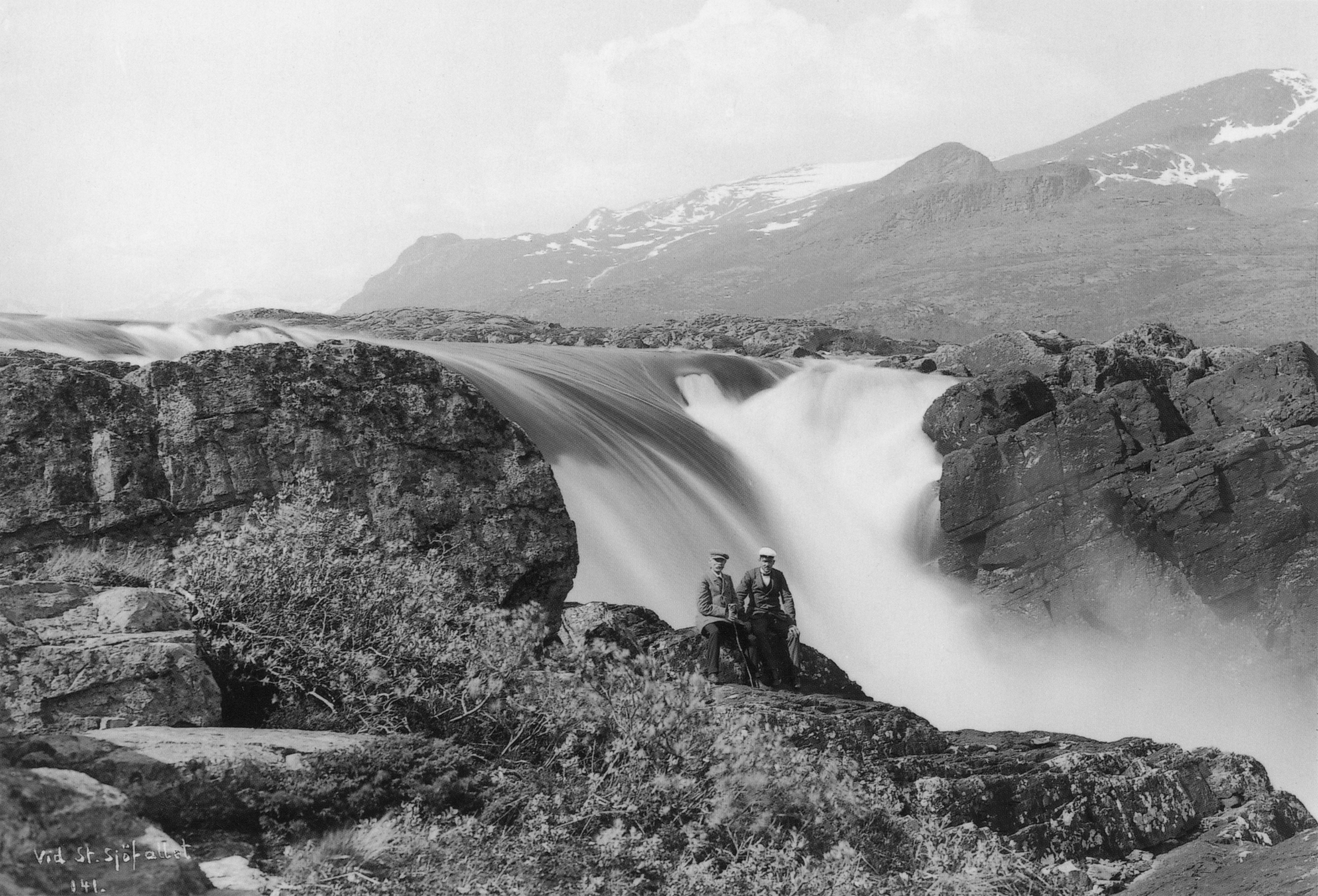
La chute d'Hermelin, la principale des cinq chutes formant Stora Sjöfallet, autour de l'an 1900.

Vers la fin du XIXe siècle, le tourisme commence à se développer, attiré en particulier par les puissantes chutes de Stora Sjöfallet. La chute était en réalité composée de 5 niveaux, chacun portant le nom d'une personnalité liée à la région, Hermelin (la chute principale), Laestadius, von Dürben, Pettersson et Widmark. Le transport pour accéder à la région était long et onéreux, et les congés payés n'existaient pas encore, le tourisme était donc réservé aux plus aisés. Cependant, en cette période de nationalisme romantique, les paysages majestueux aux confins de la nation suscitaient un sentiment de fierté nationale. La construction de la ligne de chemin de fer Malmbanan en 1888 améliore l'accessibilité du site et augmente sensiblement le flux touristique et l'association touristique suédoise (STF) tout juste formée y établit un chalet à proximité immédiate de la chute, Sjöfallsstugan, en 1890.
Lorsque les discussions sont engagées pour la création des premiers parcs nationaux de Suède, au début du XXe siècle, une vaste région autour de Stora Sjöfallet est proposée, et lorsque la loi est finalement votée en 1909, le parc proposé dans le projet initial est coupé en deux : les parcs nationaux de Stora Sjöfallet et de parc national de Sarek sont formés. Le parc de Stora Sjöfallet mesure alors environ 1 500 km2. La présence de la plus puissante cascade de Suède est bien entendu une des raisons de l'existence du parc, mais le réseau de lacs de la vallée, avec six grands lacs et de nombreux plus petits, comprenant une multitude d'îles et îlots, figurait aussi parmi les raisons principales. En 1912, la STF doit augmenter sa capacité, l'ancienne Sjöfallsstugan étant devenue trop petite, et décide de construire un nouveau chalet juste à l'extérieur des frontières du parc, à Saltoluokta. Saltoluokta était depuis longtemps un site Sami, mais les infrastructures touristiques favorisent le développement de cette localité.

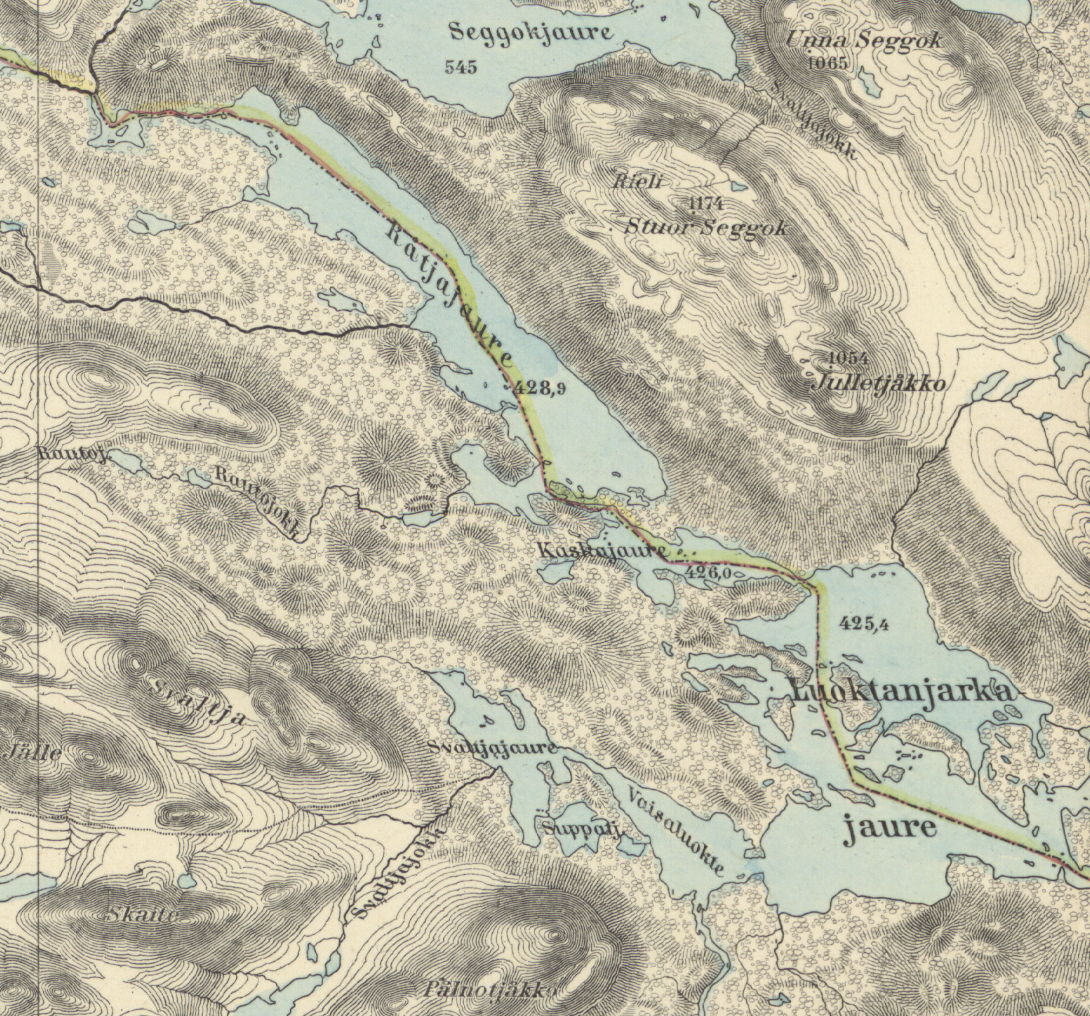
Partie supérieure de la vallée avant 1919
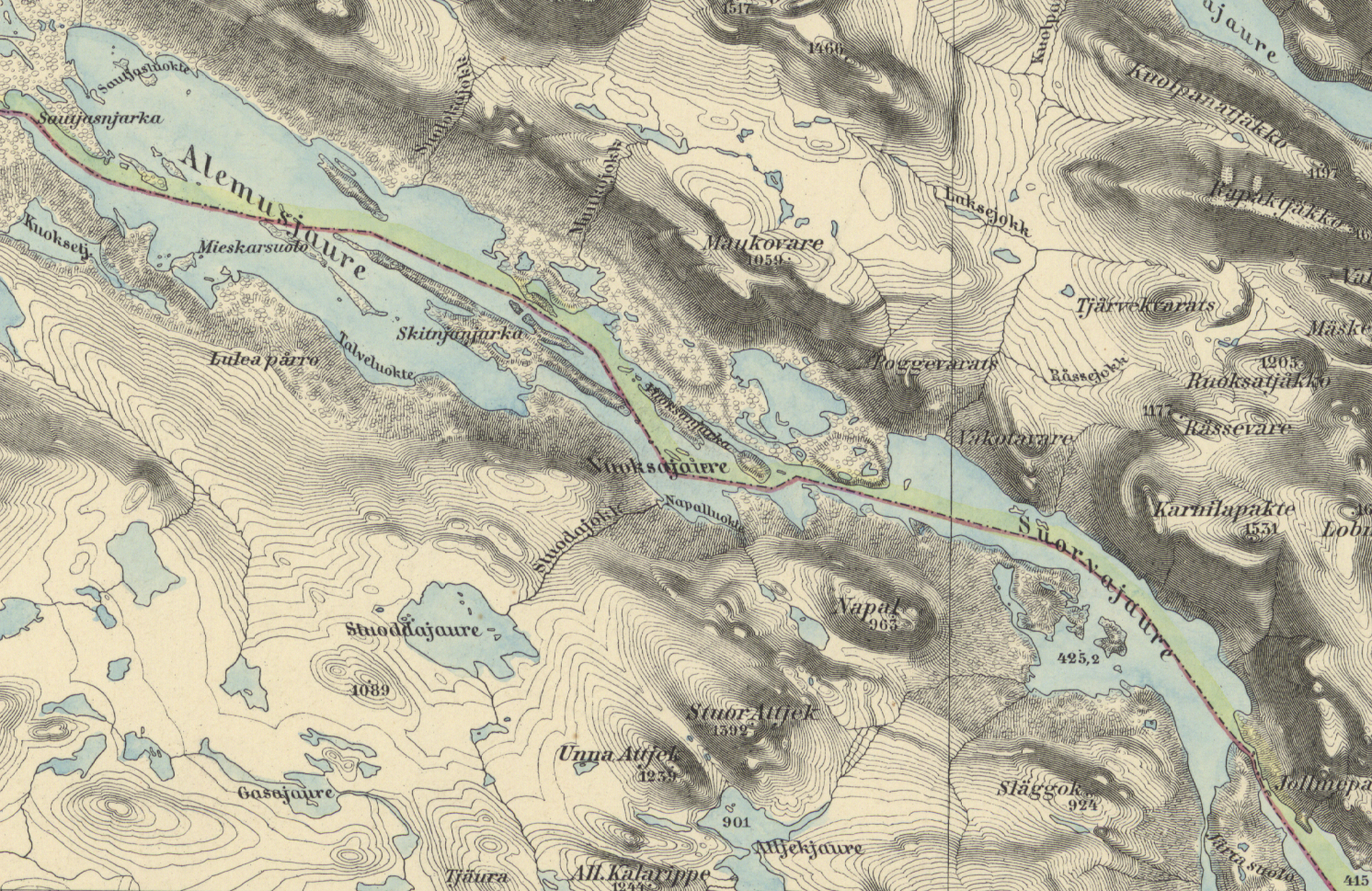
Partie inférieure de la vallée avant 1919

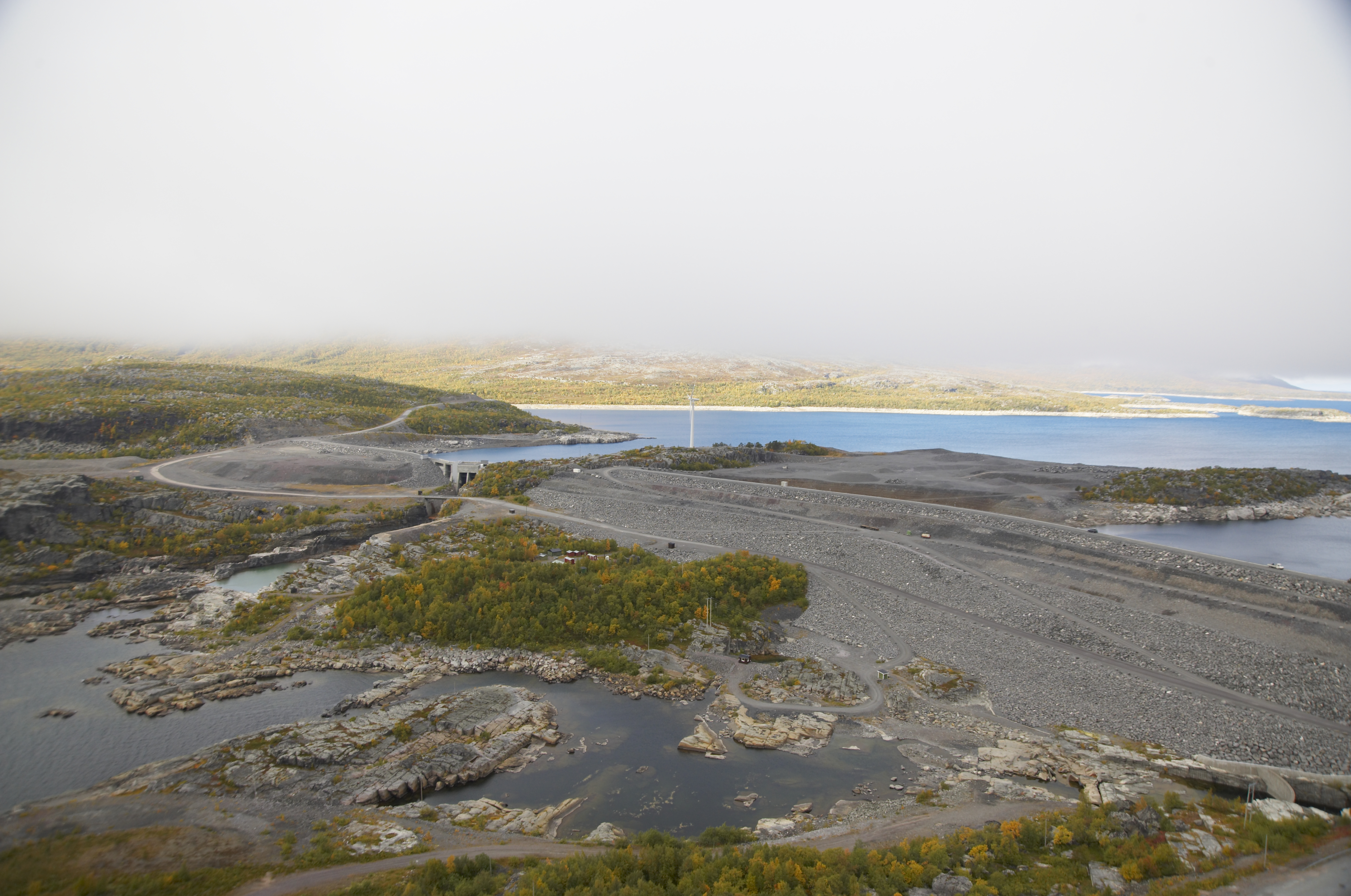
Vue aérienne du barrage de Suorva.

En parallèle, le développement du Nord de la Suède s'accélère avec l'exploitation des vastes gisements de fer de Gällivare et Kiruna. La voie de chemin de fer Malmbanan (littéralement « la ligne du minerai ») est construite principalement pour acheminer le fer vers le port de Luleå, et étendue vers le port de Narvik en Norvège avec l'Ofotbanen en 1903. Les mines et le chemin de fer, ainsi que le développement de la ville de Luleå, créent une nouvelle demande en énergie dans le grand Nord suédois, et la compagnie nationale d'électricité Vattenfall commence à porter son attention sur cette région. En 1910, Vattenfall entame son premier grand ouvrage dans la région, la centrale hydroélectrique de Porjus. Cette centrale est située sur le fleuve Luleälven, en aval de Stora Sjöfallet, et très rapidement, l'idée de construire un barrage pour réguler le cours du fleuve émerge. Ce barrage se trouverait en plein milieu du jeune parc national, à l'emplacement de la cascade de Lilla Sjöfallet (« la petite chute du lac »), juste en amont de Stora Sjöfallet. Une telle construction endommagerait fortement la nature et serait donc contraire aux règles du parc. Le gouvernement intervient et décide en 1919 de retirer des frontières du parc le site prévu pour le barrage et toute la zone qui se retrouverait inondée, permettant ainsi la construction. Presque aucune voix ne s'élève contre ce projet, ni même de STF ou de l'association de protection de la nature, le développement industriel de la Suède étant considéré comme prioritaire. La construction dans cette région sans routes est difficile et, pour amener les travailleurs, Vattenfall créée l'une des premières lignes aériennes régulières de Suède entre Porjus et Suorva. Le barrage de Suorva, une fois achevé, inonde une grande partie de la vallée, faisant disparaître sa multitude de lacs, remplacés par le vaste Áhkkájávrre. Plusieurs villages Sami disparaissent ainsi dans les profondeurs du lac, et les importantes variations de niveaux de la retenue créent de grandes difficultés pour la pêche de ces populations autochtones. De plus, Vattenfall n'est pas obligée d'offrir des compensations aux Samis vivant sur le site pour la perte de leur territoire car ils n'étaient pas considérés comme propriétaires du sol.

### Conflits continus

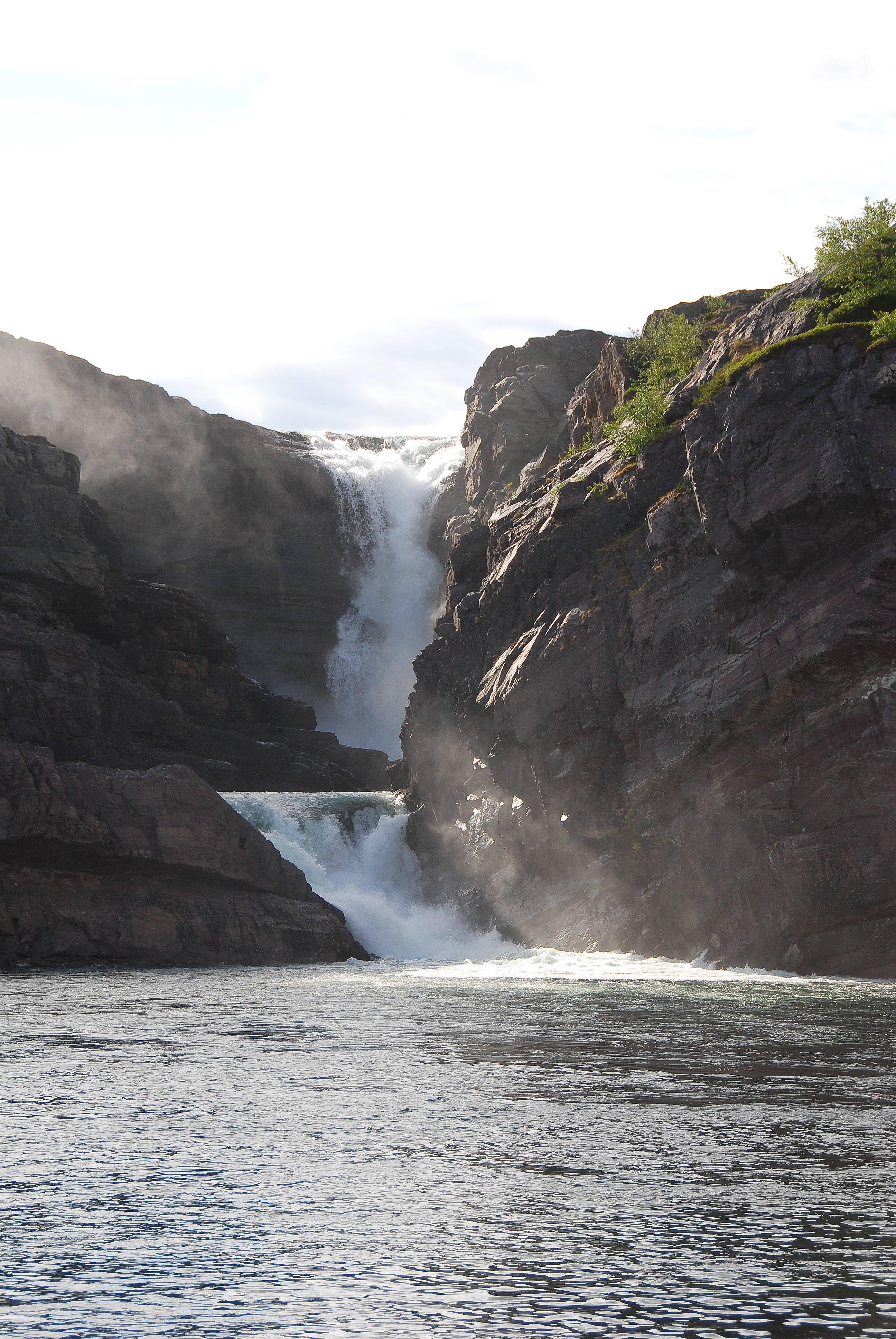
La chute de Stora Sjöfallet en 2009, ayant perdu l'essentiel de sa puissance d'antan.

Le développement de l'hydroélectricité sur le fleuve continue durant les décennies suivantes, augmentant le besoin de régulation. Ceci conduit à un rehaussement progressif du barrage en 1927 puis 1939, réduisant au total la surface du parc de 215 km2. Il faut attendre les années 1950 pour la naissance d'une véritable opposition aux développements hydroélectriques dans le Nord du pays et le début d'un débat national. La STF propose par exemple en 1951 de préserver certains chutes et cours d'eau pour préserver leur valeur naturelle et esthétique, mais Vattenfall s'oppose fermement à cette proposition. En 1952, les diverses organisations opposées aux développements hydroélectriques s'organisent, et devant le manque d'action du gouvernement, conduisent un inventaire national et établissent leur liste des chutes et rivières à protéger. Ces efforts finissent par générer de l'enthousiasme au sein du gouvernement, et en 1954, celui-ci produit sa propre liste. Le débat entre le gouvernement, les différentes organisations de protection de la nature et Vattenfall dure plusieurs années, mais aboutit finalement à un accord, signé le 5 octobre 1961, nommé « la paix de Sarek ». Ce compromis protège un certain nombre de sections de bassin versant, dont en particulier la Vuojatädno en amont d'Áhkkájávrre (aboutissant à la création en 1962 du parc national de Padjelanta) et les cours d'eau au sein de Sarek, mais en contrepartie autorise l'exploitation complète de plusieurs autres cours d'eau, dont en particulier le lac Sádijávrre, la rivière Viedásädno et la chute de Stora Sjöfallet elle-même. En effet, si la cascade de Stora Sjöfallet avait déjà perdu une partie de sa beauté du fait de la régulation de débit, Vattenfall obtient avec cet accord l'autorisation de dérouter toute l'eau de la chute vers la nouvelle centrale hydroélectrique de Vietas, la faisant disparaître presque totalement. Le débit moyen annuel de la chute passe de 160 m3/s à environ 6 m3/s. Cette fois-ci, le rehaussement du barrage se fait sans changement des limites du parc, qui inclut donc une partie de la superficie du lac. Vattenfall commence la construction de la nouvelle centrale et la rénovation du barrage avant même que les constructions soient officiellement approuvées par le gouvernement en 1966. La construction s'étale jusqu'en 1972, et fut ponctuée d'un incident remarquable qui a fait le tour des médias nationaux et internationaux : le 22 avril 1971, le salaire des près de 600 travailleurs du site fut dérobé, pour une somme totale de 540 000 kr. Les auteurs du vol ne furent jamais découverts. Pour faciliter la construction, Vattenfall construit aussi une route traversant le parc, appelée Vägen västerut (la route vers l'ouest). Cette fois, Vattenfall est obligée d'offrir des compensations aux Samis, la loi suédoise considérant désormais les Samis comme propriétaires du territoire de pâture de leurs rennes, bien que les Samis considèrent cette compensation comme insuffisante.

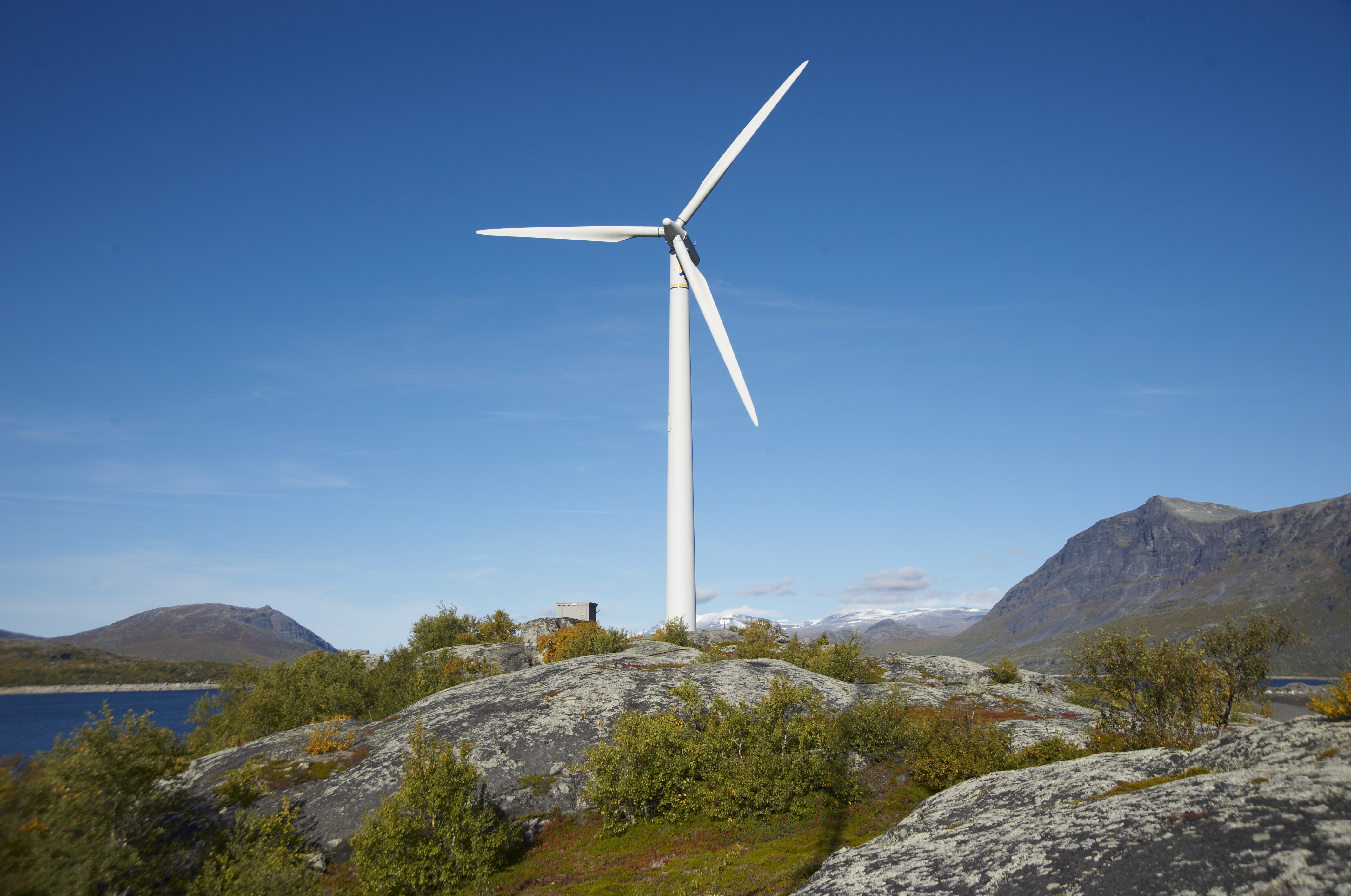
Éolienne près du barrage de Suorva.

En 1969, Vattenfall propose un nouveau barrage, cette fois-ci sur le lac Ávddajávri (la retenue s'étendrait jusqu'au lac Siiddasjávri) avec un détournement de l'eau vers une centrale à Ritsem. Pour la première fois, le gouvernement s'interpose, et propose une vision d'ensemble du réseau hydroélectrique suédois. Cela aboutit en 1972 à la décision de protéger le lac Ávddajávri, la construction d'un barrage étant à la place restreinte au lac Siiddasjávri, en dehors du parc, même si la centrale elle-même est construite à Ritsem, au sein du parc. Le début des années 1970 marque ainsi essentiellement un point d'arrêt aux développements hydroélectriques dans le pays, qui coïncide en grande partie avec le développement de l'énergie nucléaire. Cependant, le mal est fait et en 1989, lorsque Naturvårdsverket, l'organe du gouvernement chargé des aires protégées, révise la définition des parcs nationaux, il propose d'éliminer complètement le parc national : la partie sud rejoindrait le parc national de Sarek tandis que la partie nord serait déclassée comme réserve naturelle. Cette idée est finalement rejetée et, à la place, le parc est intégré au site du patrimoine mondial de la région de Laponie en 1996, aux côtés des parcs de Sarek et Padjelanta et des réserves naturelles de Sjaunja et de Stubba.
En 1998, Vattenfall ajoute à Suorva une éolienne, la vallée ayant un important potentiel éolien. La production de cette éolienne est particulièrement élevée au regard de sa taille, et l'entreprise Bohus Energi propose en 2009 la construction d'un parc éolien complet sur le site, mais le gouvernement refuse. En 2014, le Naturum (centre d'information sur la nature) de la région de Laponie est construit dans le parc de Stora Sjöfallet, sur les rives du lac Langas.

Le Naturum de Stora Sjöfallet.

## Gestion et réglementation
En lien avec le classement comme site du patrimoine mondial, l'Union internationale pour la conservation de la nature (UICN) insiste sur le besoin d'établir un plan de gestion du site, qui manquait alors pour Sarek et Stora Sjöfallet par exemple. Il est décidé d'établir un plan commun pour l'ensemble du site, commençant ainsi un processus appelé Laponiaprocessen. Ce processus, qui du fait de nombreuses difficultés s'étale jusqu'en 2012, est unique car pour la première fois il implique totalement la population samie. Il aboutit à la formation d'une organisation chargée de la gestion du site appelée Laponiatjuottjudus (littéralement gestion de Laponie en same de Lule). Ainsi, depuis le 1er janvier 2013, la gestion et l'administration du parc (et de l'ensemble du site région de Laponie) est entre les mains de cette organisation Laponiatjuottjudus qui regroupe les villages samis occupant le site (Baste čearru, Sirges, Tuorpon, Unna tjerusj, Jåhkågaska tjiellde, Luokta Mávas, Slakka, Udtja et les Samis des forêts de Gällivare), les communes de Jokkmokk et Gällivare, le comté de Norrbotten et Naturvårdsverket.
Le plan de protection établi par Laponiatjuottjudus a pour ambition d'offrir une protection importante à la nature et de faciliter le tourisme tout en maintenant le droit fondamental des populations sames de vivre et d'utiliser les ressources de la région. Certains outils traditionnellement utilisés pour accomplir cette mission, tels que la division en zones et l'établissement d'une zone tampon, sont encore en discussion au sein de l'organisation. De manière générale, la nature est considérée comme en bon état de préservation, et la règle prévalente est de la laisser à elle-même, sans mesures de conservation active. Le patrimoine culturel doit être inventorié et protégé dans la mesure du possible. Les activités des Samis, en particulier l'élevage des rennes, mais aussi la chasse et la pêche, sont préservées, mais les techniques utilisées sont adaptées pour minimiser les possibles dégâts sur l'environnement. Ceci implique en particulier la préservation des techniques ancestrales des Samis, qui sont considérées comme un composant essentiel du site du patrimoine mondial. Le tourisme est promu, mais respecte autant que possible les principes de l'écotourisme.

## Tourisme
Si le développement de l'hydroélectricité a dégradé la nature du parc, elle a aussi contribué à rendre Stora Sjöfallet le parc le plus accessible de la région. La route permet d'atteindre le parc depuis Gällivare et Jokkmokk, avec en particulier des liaisons de bus régulières. Malgré cela, le nombre de visiteurs du parc reste modéré, avec de 10 000 à 15 000 touristes par an,. Le parc comprend plusieurs logements, en particulier les stations de montagne de Saltoluokta/Sáltoluokta (juste à l'extérieur du parc, accessibles par bateau depuis Kebnats/Gäbnásj) et de Ritsem/Rijtjem, ainsi que les chalets de Akka/Áhkká (juste à l'extérieur du parc), Vakkotavare/Vákudavárre et Teusajaure/Dievssajávri (juste à l'extérieur du parc), qui appartiennent tous à la Svenska Turistföreningen. En outre, le parc comprend Stora Sjöfallets mountain lodge, un site qui appartient à Vattenfall et qui inclut un hôtel, des appartements et un camping,.

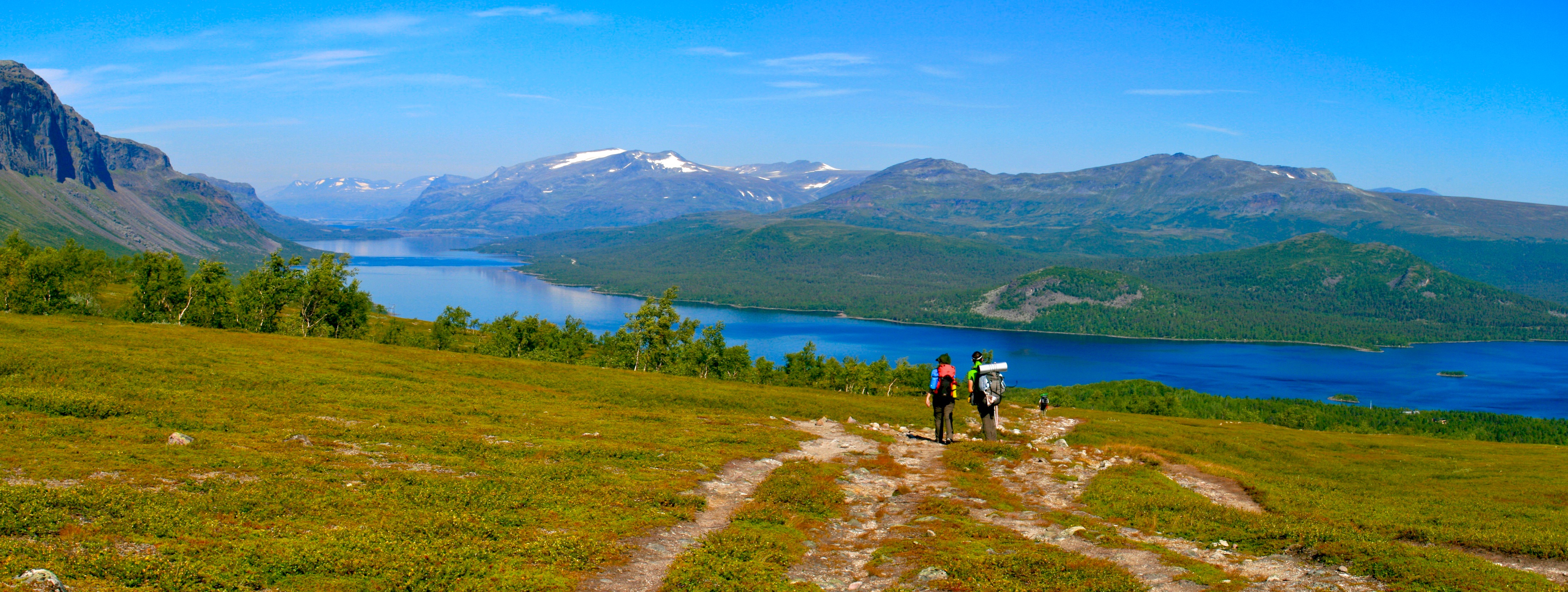
Le Kungsleden à l'approche de Saltoluokta.

Le parc est avant tout un point d'entrée important pour les deux autres parcs de montagne (Sarek et Padjelanta) et pour le réseau de sentiers de randonnée. Il joint deux branches du Kungsleden, un des sentiers les plus célèbres de Suède, la partie nord depuis Vakkotavare jusqu'à Abisko ou Kebnekaise, et la partie sud Saltoluokta-Kvikkjokk. Il comprend aussi une section du Padjelantaleden, démarrant à Ritsem avec une traversée en bateau vers Akka. Plusieurs de ces sentiers sont aussi des sentiers de ski de randonnée nordique en hiver. Le parc est le site du naturum (centre d'information sur la nature) de la région de Laponie, construit en 2014.

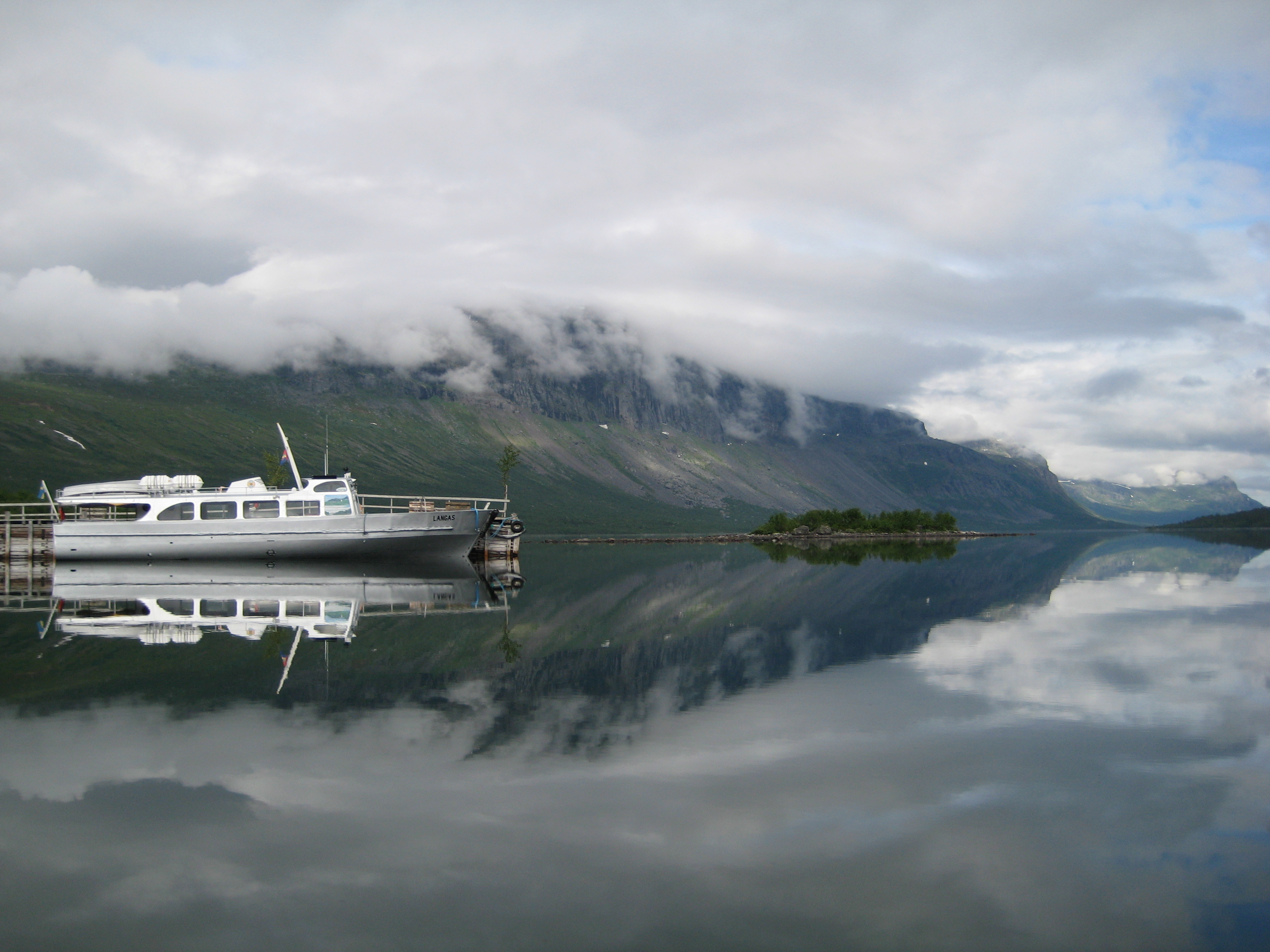
Le bateau assurant la traversée Kebnats-Saltoluokta.
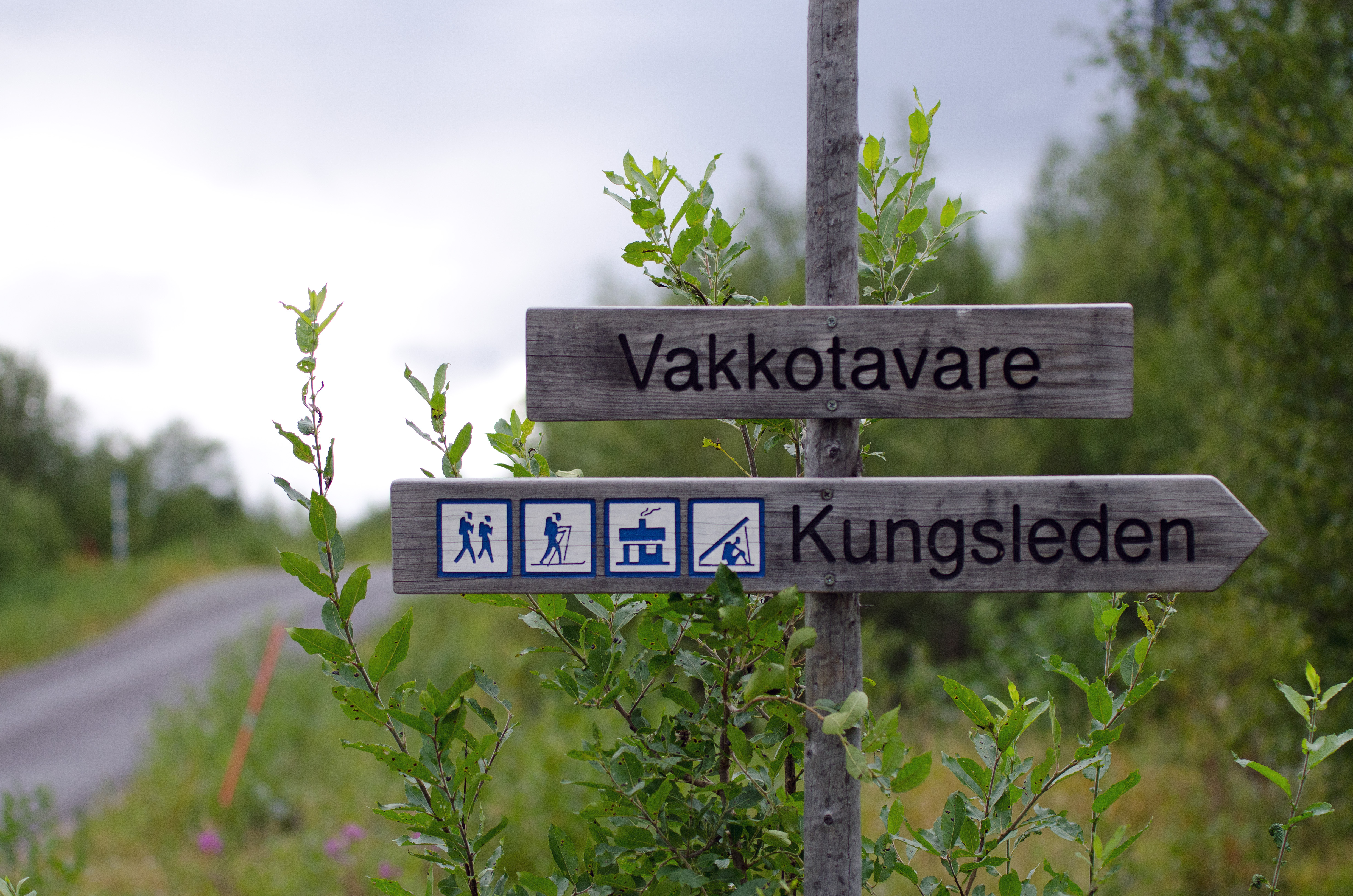
Panneaux pour randonneurs.
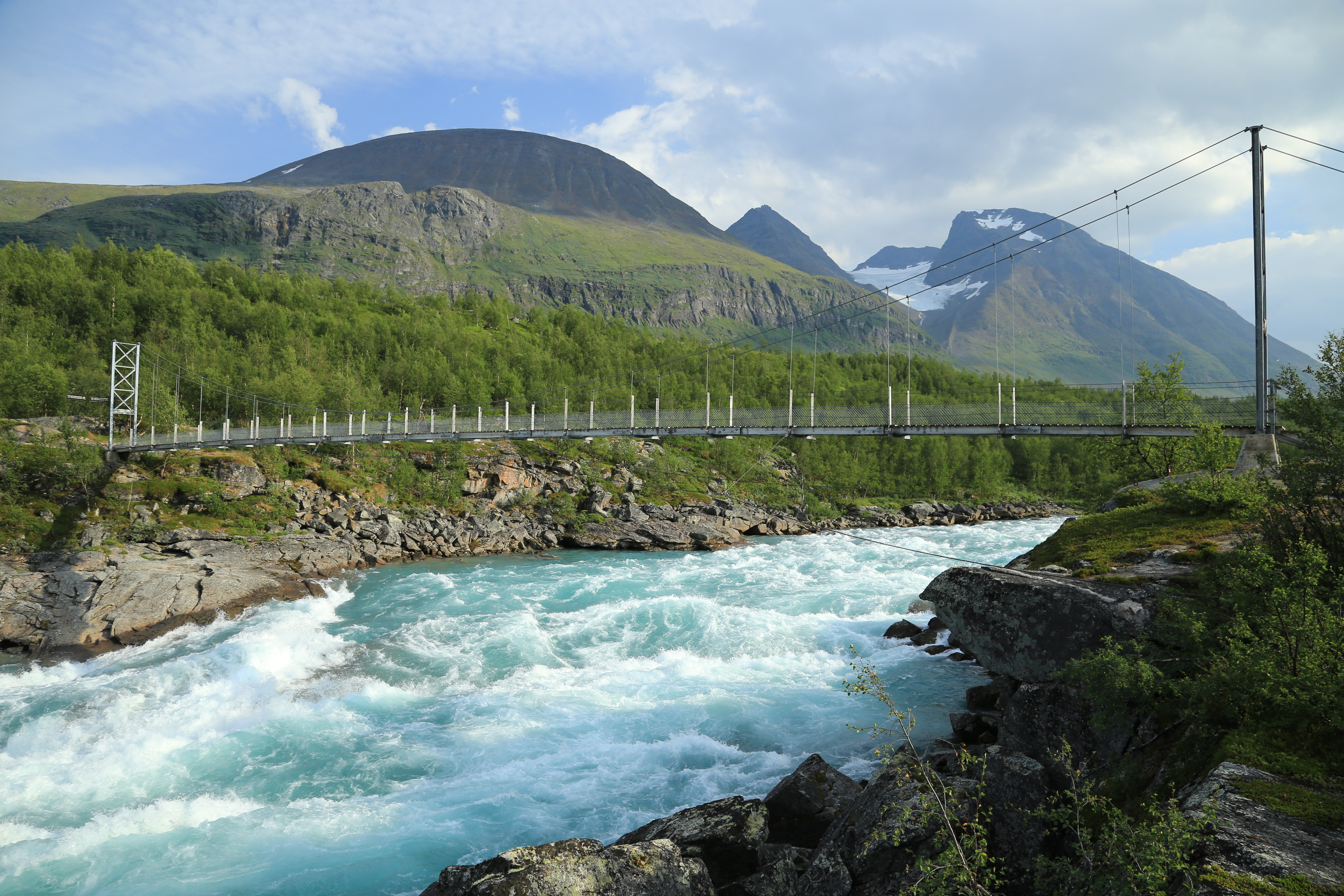
Pont sur le Padjelantaleden, traversant la Vuojatädno.